# Lijst van personen overleden in 1985
Dit is een lijst van personen die zijn overleden in 1985.

## Januari

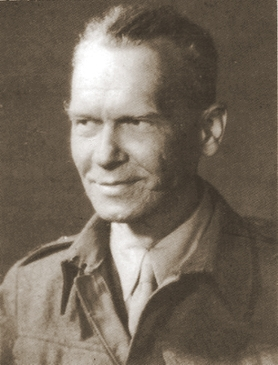
Tadeusz Pełczyński
3 januari

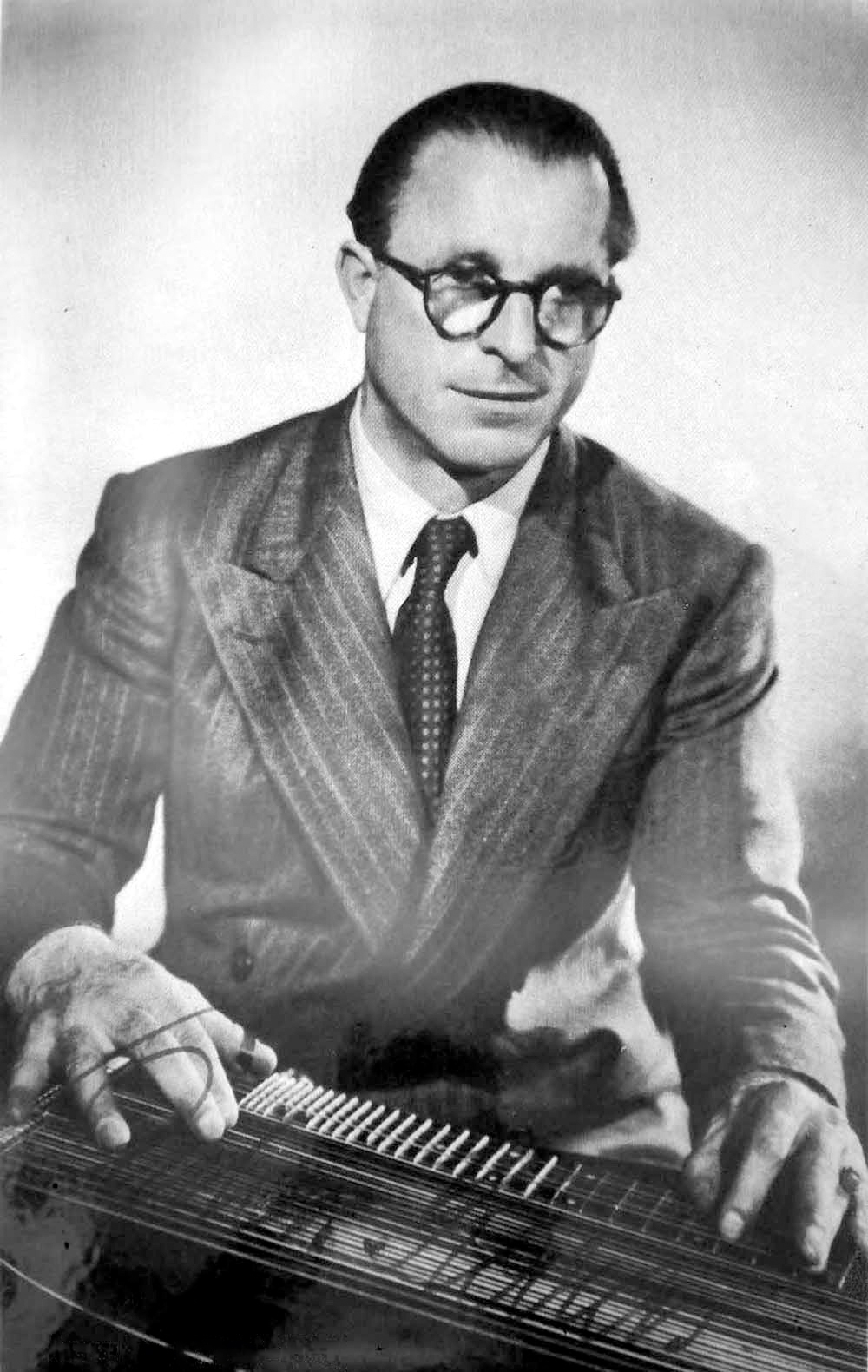
Anton Karas
10 januari

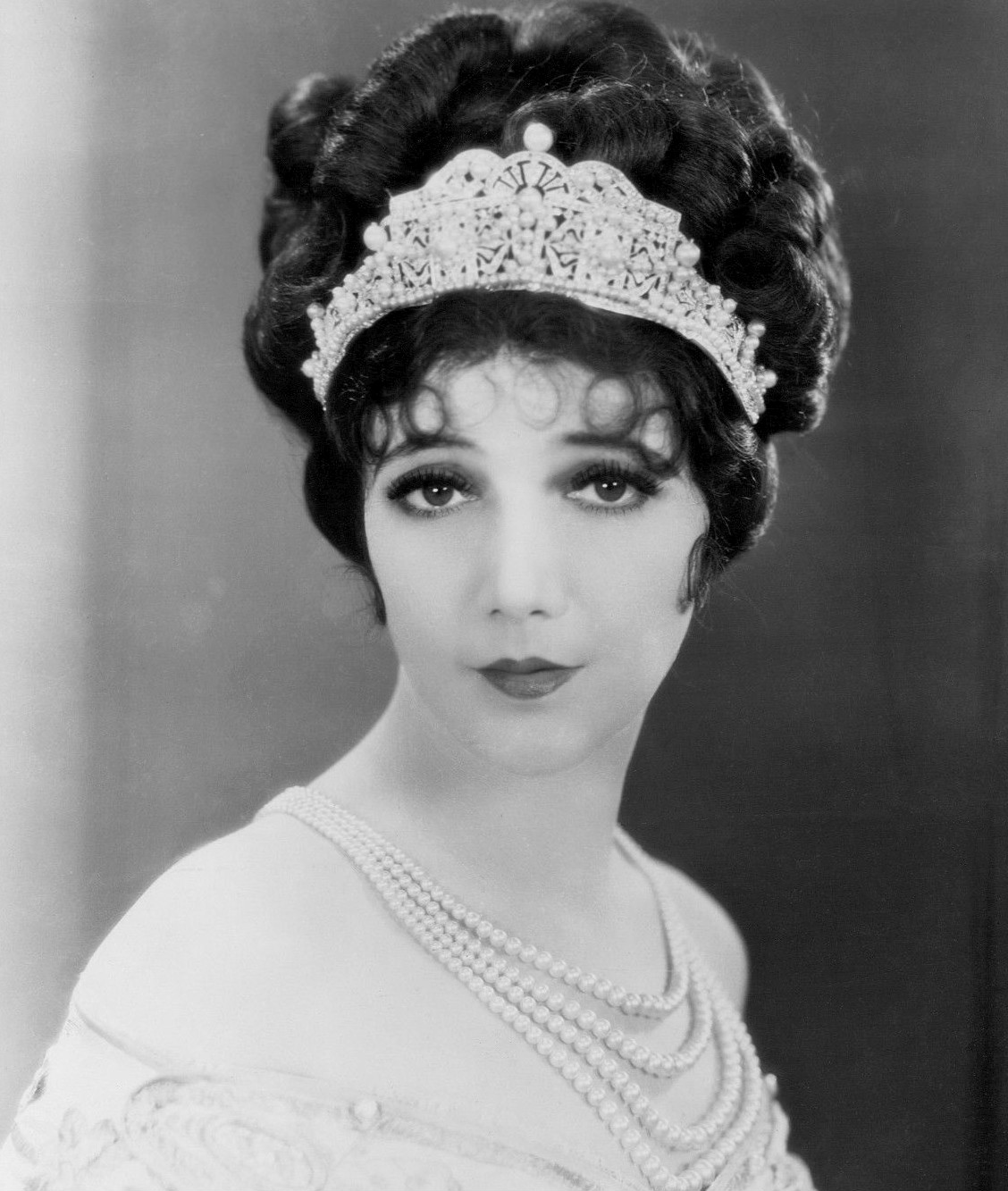
Jetta Goudal
14 januari

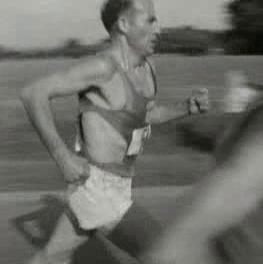
Thomas Richards
19 januari

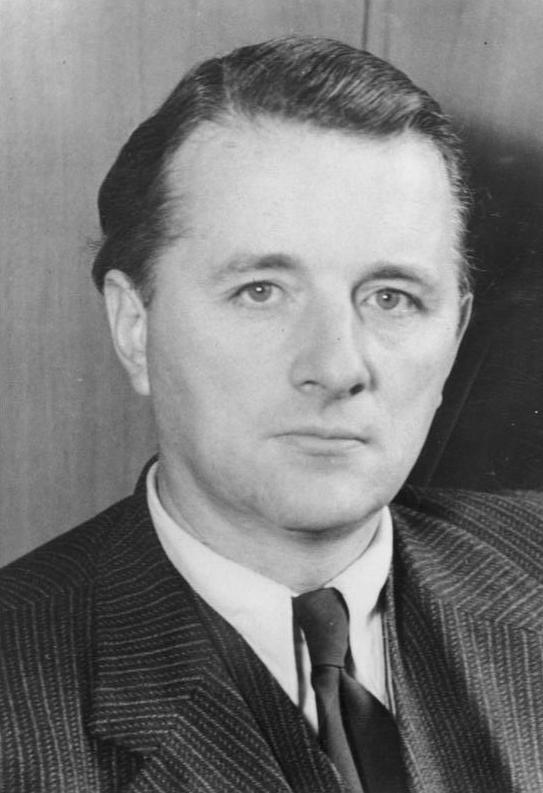
Paul Harteck
22 januari

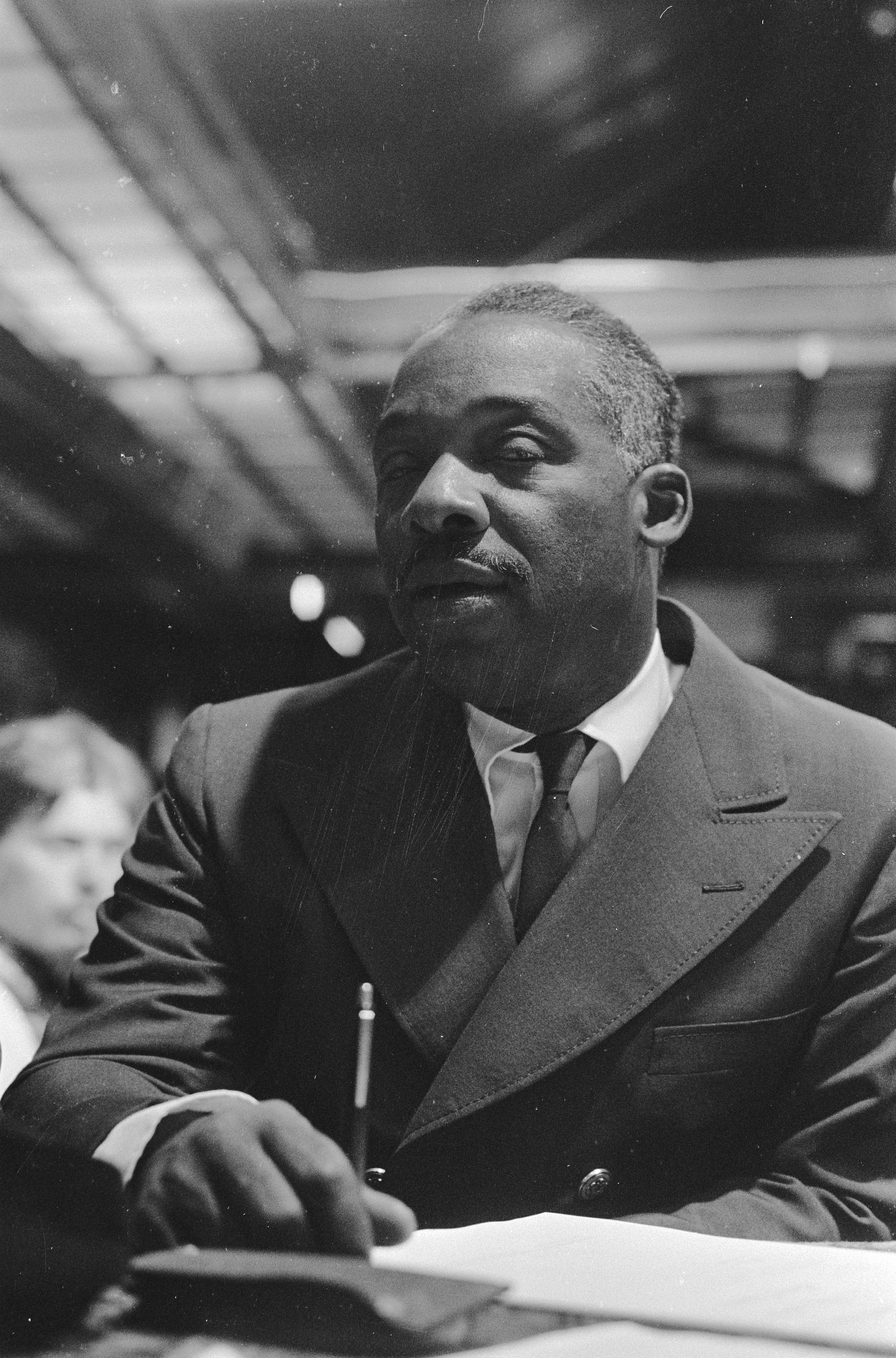
Kenny Clarke
26 januari

| 1 | 2 | 3 | 4 | 5 | 6 | 7 | 8 | 9 | 10 | 11 | 12 | 13 | 14 | 15 | 16 | 17 | 18 | 19 | 20 | 21 | 22 | 23 | 24 | 25 | 26 | 27 | 28 | 29 | 30 | 31 |
| - | - | - | - | - | - | - | - | - | -- | -- | -- | -- | -- | -- | -- | -- | -- | -- | -- | -- | -- | -- | -- | -- | -- | -- | -- | -- | -- | -- |

### 1 januari
- Louis Caput (61), Frans wielrenner en ploegleider

### 2 januari
- Hendrik Borginon (94), Belgisch politicus
- Gabriel Elorde (49), Filipijns bokser
- Hermien IJzerman (82), Nederlands schrijfster en illustratrice
- François Henri van Kinschot (85), Nederlands burgemeester

### 3 januari
- Norbert Hougardy (75), Belgisch politicus
- Tadeusz Pełczyński (92), Pools militair leider

### 4 januari
- Wim Bos Verschuur (80), Surinaams politicus, schrijver en kunstenaar
- Victor Delhez (82), Belgisch beeldend kunstenaar en graficus
- Brian Horrocks (89), Brits militair
- Lovro von Matačić (85), Joegoslavisch componist

### 7 januari
- Wolter Keers (61), Nederlands publicist
- Jules Vandooren (76), Frans voetballer en voetbalcoach

### 10 januari
- Anton Karas (78), Oostenrijks citerspeler

### 11 januari
- Piet de Groot (44), Nederlands voetballer
- Edgar Reinhardt (70), Duits handbalspeler
- Anton Sipman (78), Nederlands molendeskundige, schrijver en tekenaar

### 14 januari
- Teodoro Agoncillo (72), Filipijns historicus
- Jetta Goudal (93), Nederlands-Amerikaans actrice

### 15 januari
- Salvador Cardona (84), Spaans wielrenner

### 16 januari
- Arpad Szenes (87), Hongaars-Frans kunstschilder

### 17 januari
- Anthonie van Leijenhorst (80), Nederlands politicus
- George Stoll (82), Amerikaans componist en musicus
- Harry Waalkens (62), Nederlands politicus

### 18 januari
- Wilfrid Brambell (72), Iers acteur
- Jos Moerenhout (75), Belgisch componist
- Louise Prisse (95), Nederlands hofdame
- Mahmoed Mohammad Taha (75), Soedanees politicus en islamitisch theoloog

### 19 januari
- Sylvain Grysolle (69), Belgisch wielrenner
- Thomas Richards (74), Brits atleet

### 20 januari
- Jo Juda (75), Nederlands violiste

### 21 januari
- Eddie Graham (55), Amerikaans professioneel worstelaar
- Yusuf Lule (72), president van Oeganda

### 22 januari
- Paul Harteck (82), Oostenrijks fysisch chemicus

### 24 januari
- Dalmacio Langarica (65), Spaans wielrenner

### 25 januari
- Jacobus Petrus Straathof (64), Nederlands burgemeester
- Koos van der Wildt (79), Nederlands voetballer

### 26 januari
- Kenny Clarke (71), Amerikaans jazzdrummer
- Harry Koolen (80), Nederlands kunstschilder
- Salipada Pendatun (72), Filipijns politicus

### 27 januari
- Willem Cobben (87), Nederlands bisschop
- Arend Hauer (75), Nederlands acteur
- Masahisa Takenaka (51), Japans crimineel

## Februari

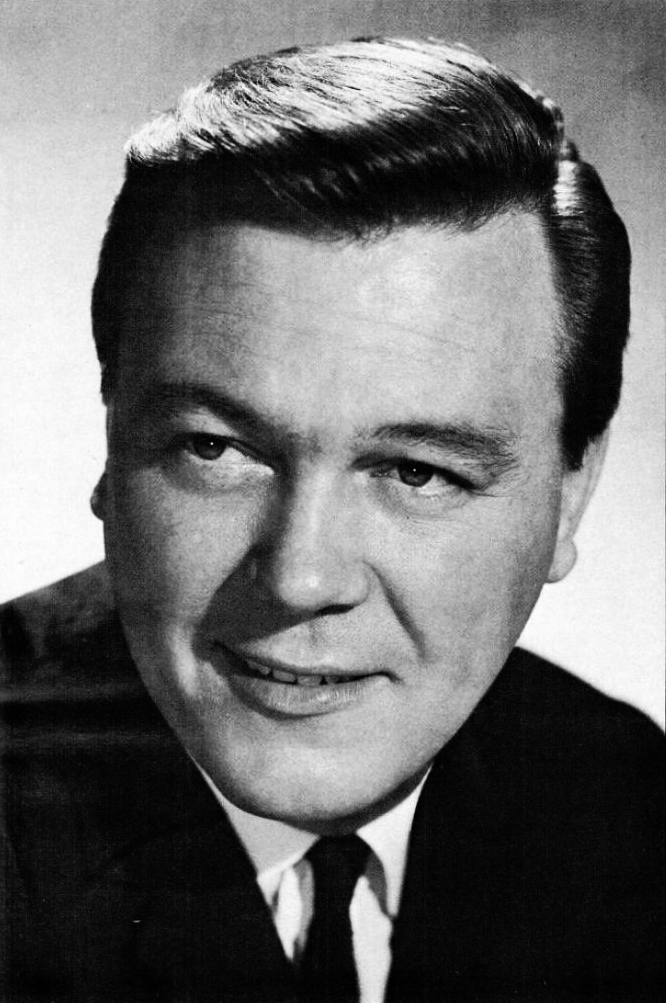
Matt Monro
7 februari

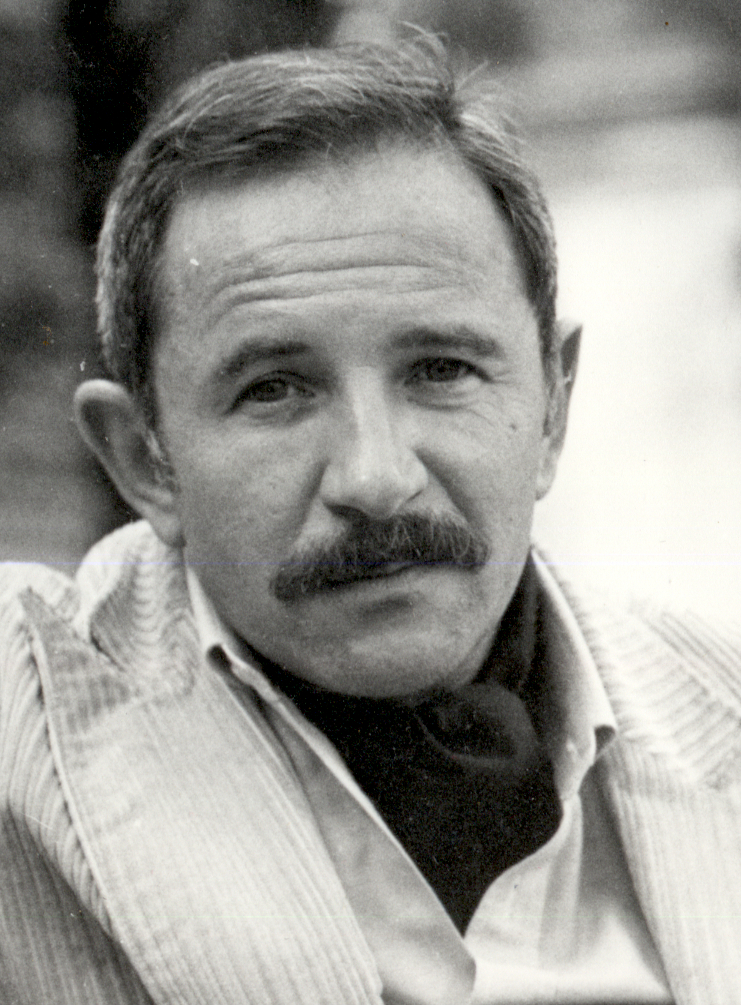
Conrad Detrez
12 februari

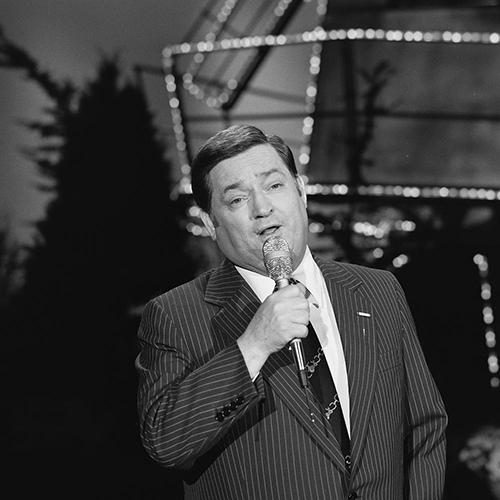
Willy Alberti
18 februari

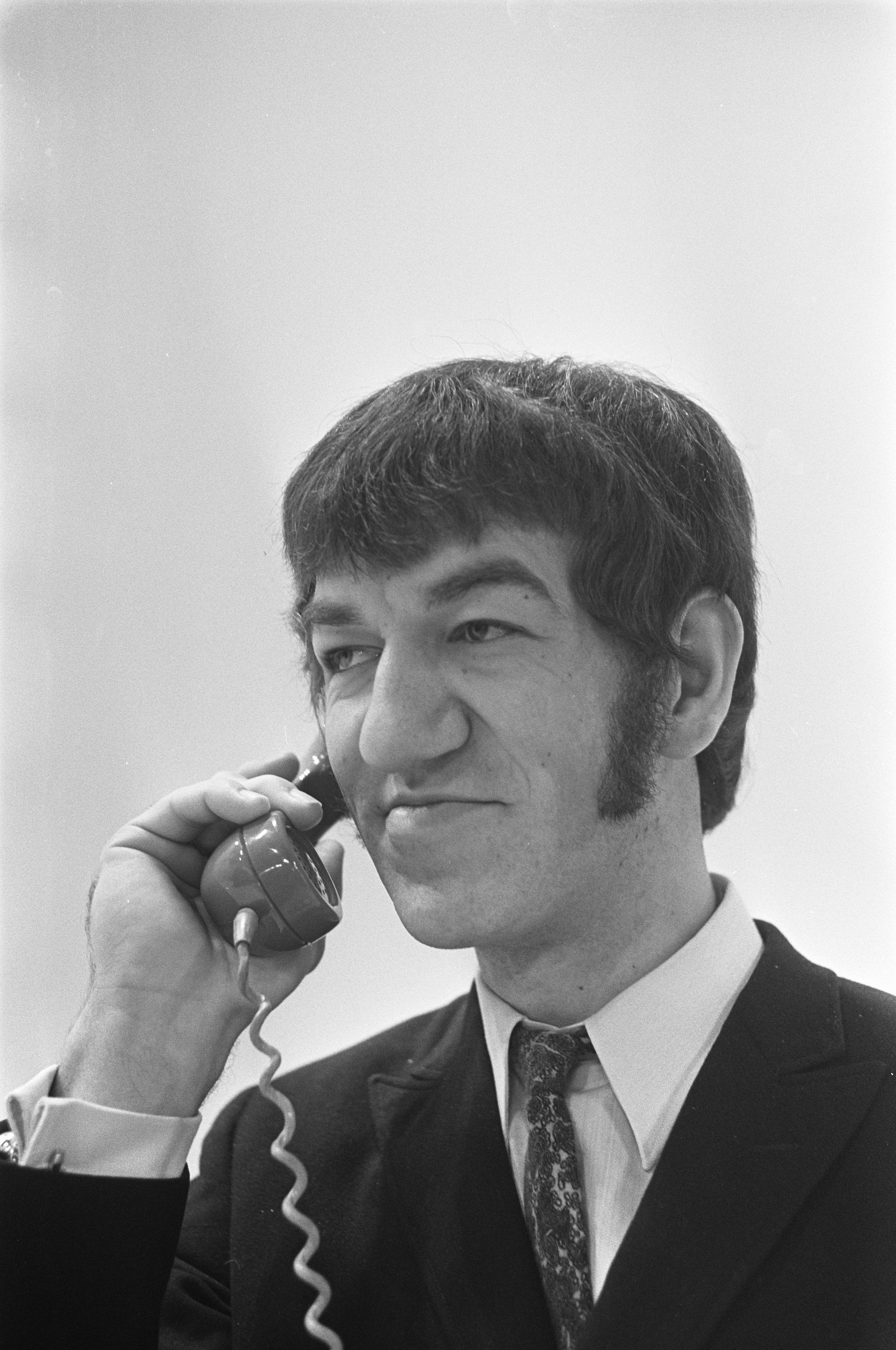
Eric Herfst
21 februari

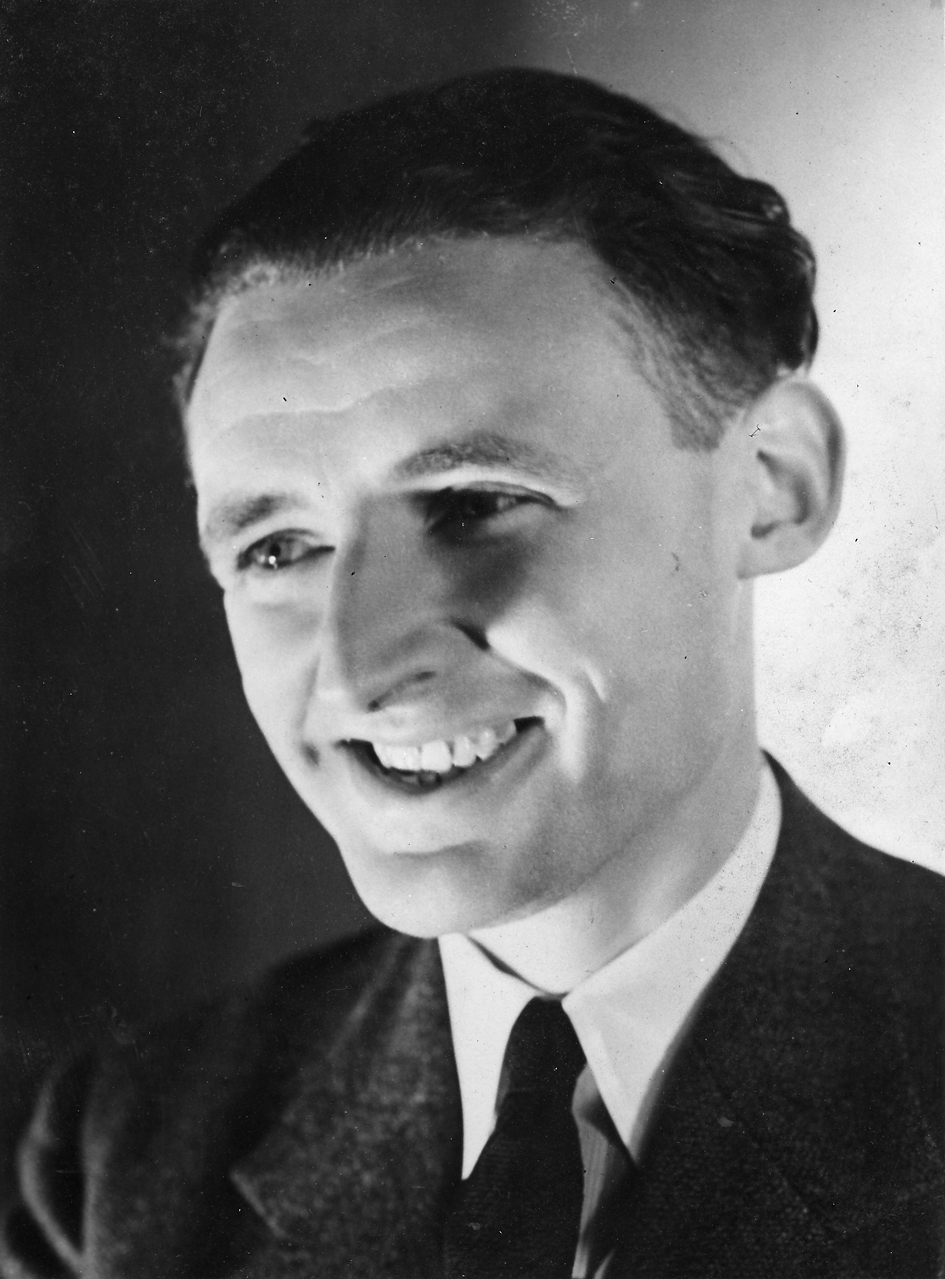
Charles d'Ydewalle
26 februari

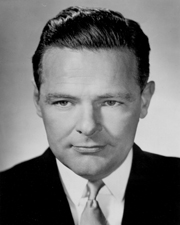
Henry Cabot Lodge jr.
27 februari

| 1 | 2 | 3 | 4 | 5 | 6 | 7 | 8 | 9 | 10 | 11 | 12 | 13 | 14 | 15 | 16 | 17 | 18 | 19 | 20 | 21 | 22 | 23 | 24 | 25 | 26 | 27 | 28 |
| - | - | - | - | - | - | - | - | - | -- | -- | -- | -- | -- | -- | -- | -- | -- | -- | -- | -- | -- | -- | -- | -- | -- | -- | -- |

### 1 februari
- Leo Sturm (74), Nederlands architect

### 4 februari
- Nic Hoydonckx (84), Belgisch voetballer
- Cypriaan Gerard Carel Quarles van Ufford (93), Nederlands bestuurder

### 5 februari
- Cees Bantzinger (70), Nederlands schilder
- Hans Croon (48), Nederlands voetbalcoach
- Carlos Loret de Mola Mediz (63), Mexicaans politicus en journalist

### 6 februari
- Friedrich Gustav Brieger (84), Pools-Duits botanicus
- James Hadley Chase (78), Brits schrijver
- Neil McCarthy (52), Brits acteur

### 7 februari
- Georges Gramme (58), Belgisch politicus
- Dick Kaart (54), Nederlands jazztrombonist
- Matt Monro (54), Brits zanger

### 8 februari
- Ernst Brüche (84), Duits fysicus

### 9 februari
- Enrique Camarena (37), Mexicaans-Amerikaans politiefunctionaris

### 11 februari
- Pieter van Dam (80), Nederlands gymnast
- Henry Hathaway (86), Amerikaans regisseur
- Víctor Palomo (36), Spaans motorcoureur

### 12 februari
- Nicholas Colasanto (61), Amerikaans acteur
- Conrad Detrez (47), Belgisch-Frans schrijver
- Albert Dondeyne (83), Belgisch theoloog

### 13 februari
- Gustaaf De Stobbeleir (84), Belgisch politicus

### 16 februari
- Mathew Beard (114), oudste persoon ter wereld
- Cees Pijpers (76), Nederlands acteur

### 18 februari
- Willy Alberti (58), Nederlands zanger
- Gábor Darvas (74), Hongaars componist

### 19 februari
- Louis Major (82), Belgisch politicus

### 20 februari
- Germaine Craeybeckx-Orij (65), Belgisch politicus
- Walter König (77), Zwitsers politicus
- Clarence Nash (81), Amerikaans stemacteur

### 21 februari
- Eric Herfst (47), Nederlands kleinkunstenaar

### 22 februari
- Lucien Cooremans (85), Belgisch politicus

### 23 februari
- André Brilleman (25), Nederlands kickbokser
- Pieter Johan Luijendijk (77), Nederlands geestelijke

### 24 februari
- Willem van den Hout (69), Nederlands schrijver

### 26 februari
- Hil Andringa (88), Nederlands beeldhouwer en vormgever
- Tjalling Koopmans (74), Nederlands-Amerikaans econometrist
- Charles d'Ydewalle (83), Belgisch schrijver

### 27 februari
- Henry Cabot Lodge jr. (82), Amerikaans politicus

## Maart

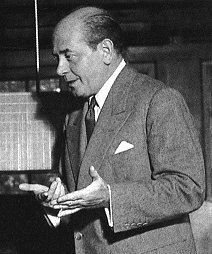
Eugene Ormandy
12 maart

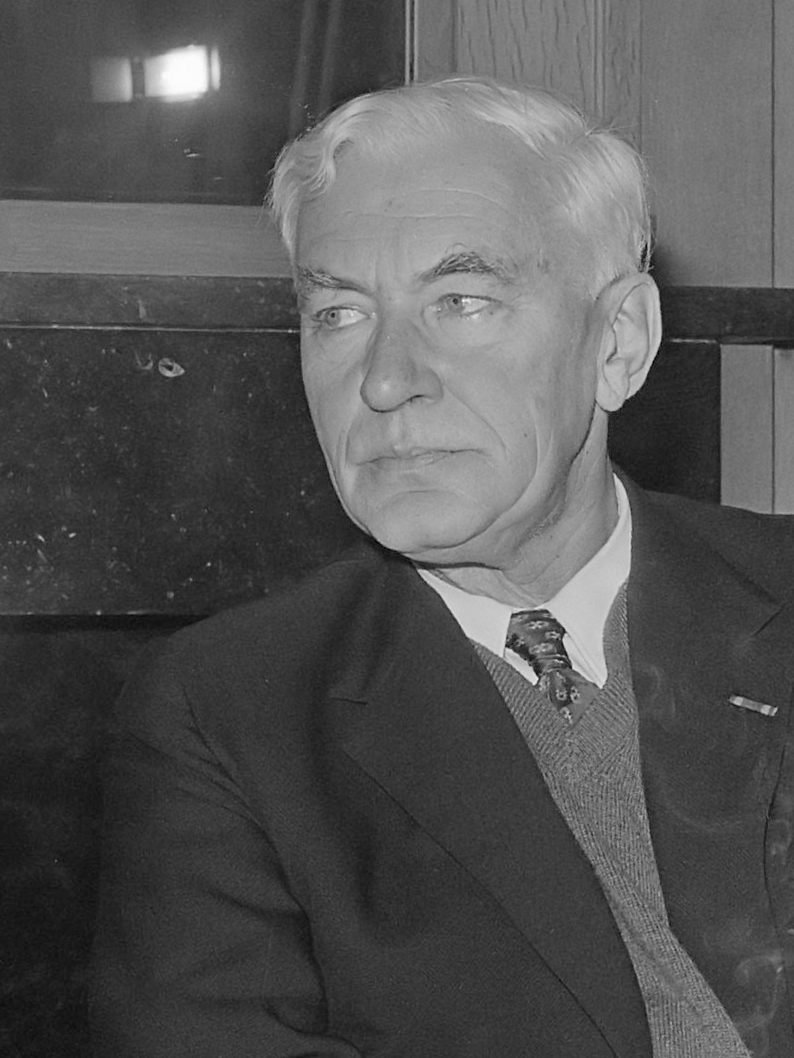
Bert Röling
16 maart

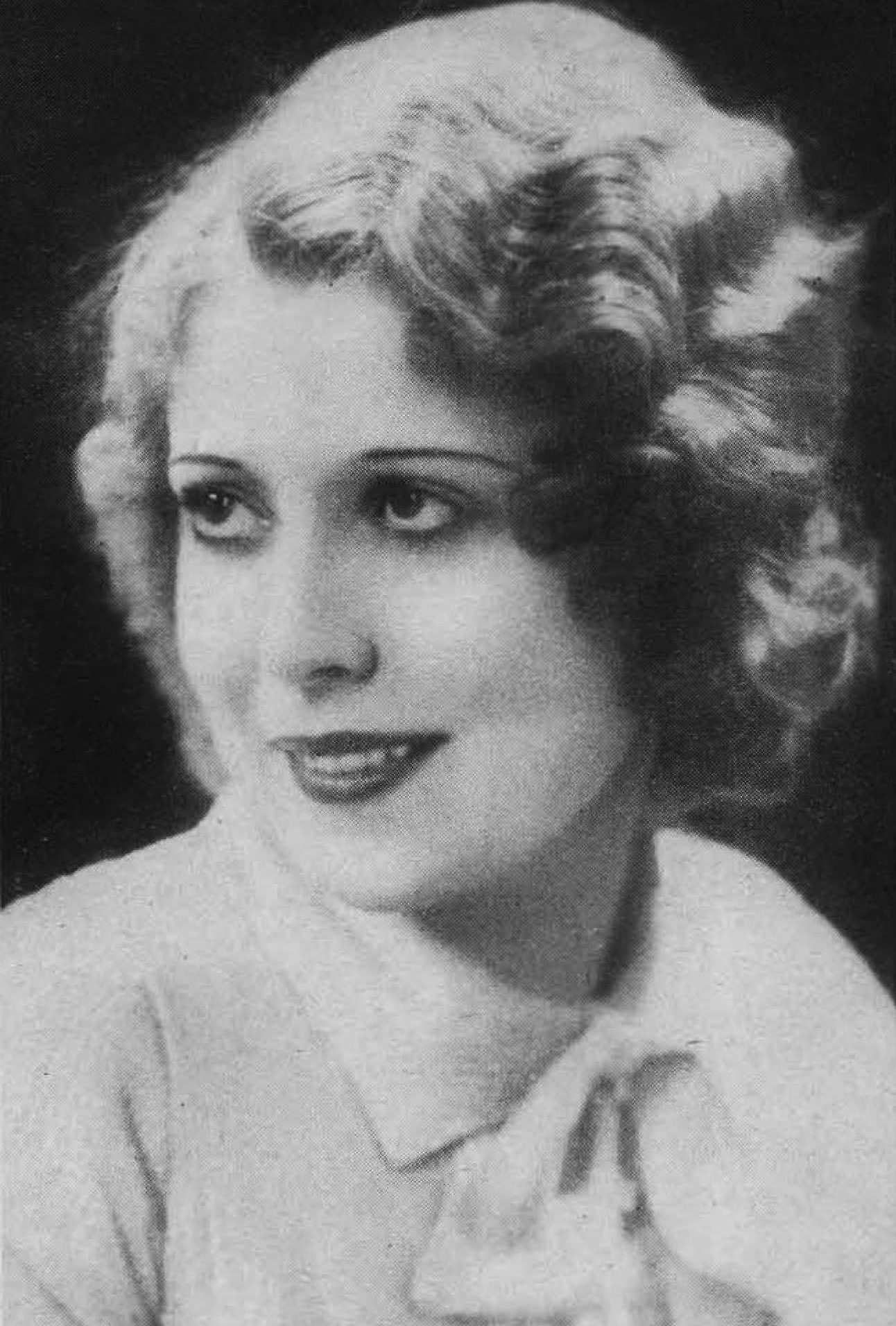
Annette Hanshaw
18 maart

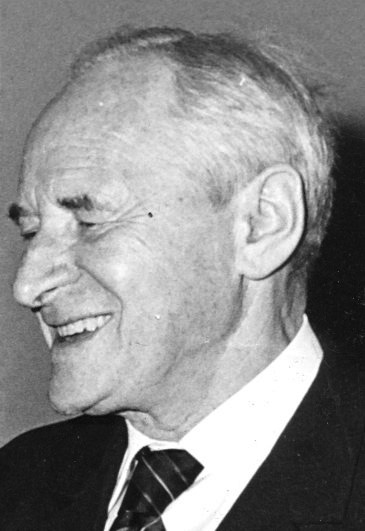
Anton Constandse
23 maart

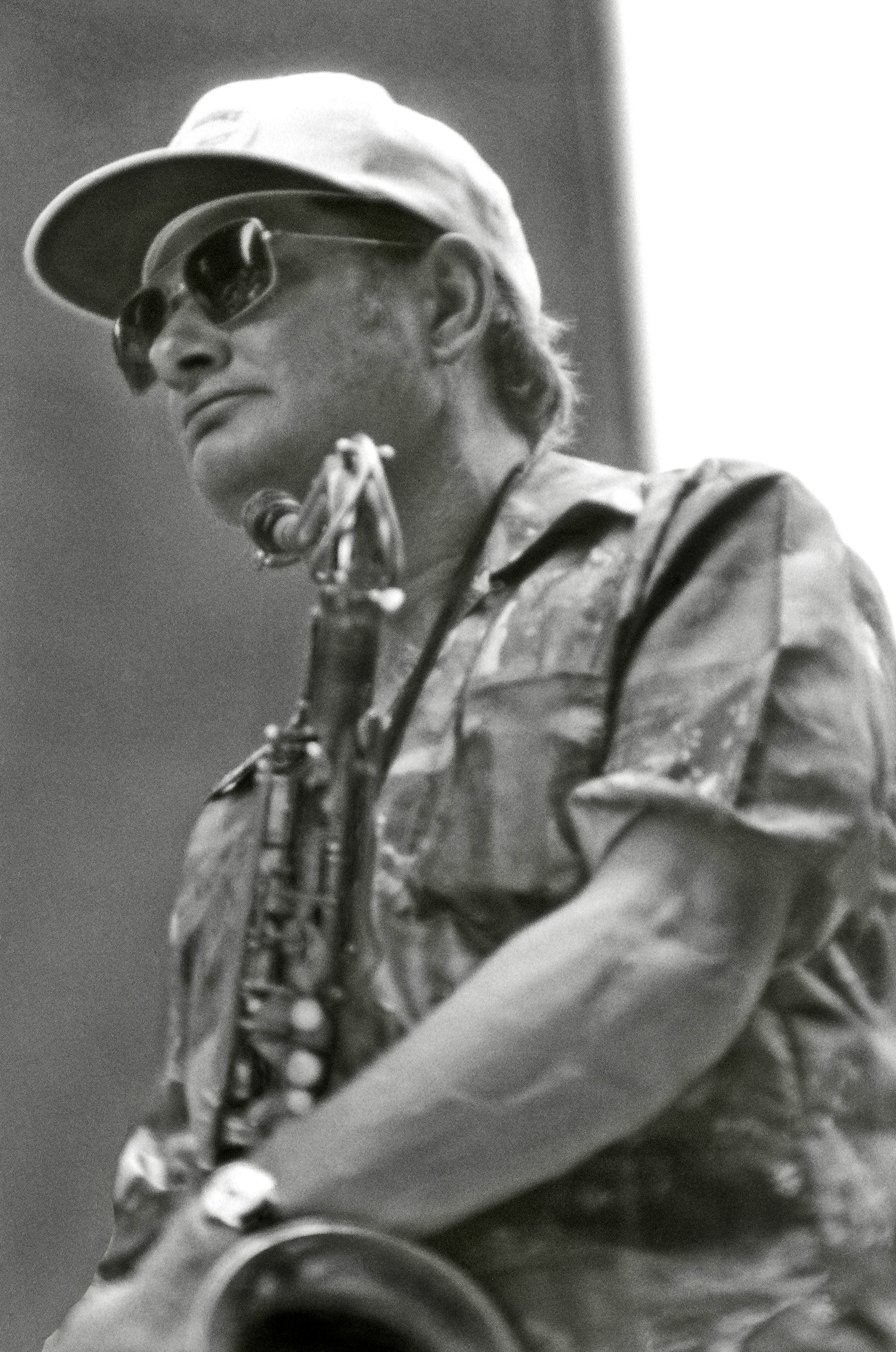
Zoot Sims
23 maart

| 1 | 2 | 3 | 4 | 5 | 6 | 7 | 8 | 9 | 10 | 11 | 12 | 13 | 14 | 15 | 16 | 17 | 18 | 19 | 20 | 21 | 22 | 23 | 24 | 25 | 26 | 27 | 28 | 29 | 30 | 31 |
| - | - | - | - | - | - | - | - | - | -- | -- | -- | -- | -- | -- | -- | -- | -- | -- | -- | -- | -- | -- | -- | -- | -- | -- | -- | -- | -- | -- |

### 2 maart
- Omer Huyse (86), Belgisch wielrenner
- Michel Remue (65), Belgisch wielrenner

### 5 maart
- Jozef De Lille (88), Belgisch politicus

### 7 maart
- Victorio Edades (89), Filipijns kunstschilder

### 8 maart
- Kim Yong-sik (74), Zuid-Koreaans voetballer
- Runar Sandström (75), Zweeds waterpolospeler

### 9 maart
- Gerard Dogger (65), Nederlands verzetsstrijder

### 10 maart
- Cornelis van Niel (87), Nederlands-Amerikaans microbioloog
- Konstantin Tsjernenko (73), Sovjet-Russisch politicus

### 11 maart
- Sam Cohen (77), Nederlands dichter

### 12 maart
- Jules Babylon (81), Belgisch ondernemer
- Eugene Ormandy (85), Hongaars-Amerikaans dirigent en violist

### 13 maart
- Jesús Silva Herzog Márquez (92), Mexicaans econoom

### 15 maart
- Hans Eckstein (76), Duits waterpolospeler

### 16 maart
- Wytze Gerbens Hellinga (76), Nederlands taalkundige
- Bert Röling (78), Nederlands rechter
- Roger Sessions (88), Amerikaans componist

### 17 maart
- Anita Boyer (69), Amerikaans zangeres
- Jan Willemen (73), Nederlands glazenier en graficus

### 18 maart
- Abe Brouwer (83), Nederlands schrijver en dichter
- Ernest Cassutto (65), Nederlands-Amerikaans predikant
- Annette Hanshaw (83), Amerikaans jazzzangeres

### 19 maart
- Jesús Reyes Heroles (63), Mexicaans politicus

### 20 maart
- Jos Stam (58), Nederlands kunstenaar
- Jozef Van Ruyssevelt (43), Belgisch kunstschilder en graficus

### 21 maart
- Jan Catharinus van Wageningen (78), Nederlands burgemeester

### 23 maart
- Anton Constandse (85), Nederlands schrijver en journalist
- Jan Schipper (37), Nederlands voetballer
- Zoot Sims (59), Amerikaans saxofonist

### 24 maart
- Jan Marie Ravesloot (77), Nederlands burgemeester
- Raoul Ubac (74), Belgisch kunstschilder, fotograaf en beeldhouwer

### 27 maart
- Pierino Baffi (54), Italiaans wielrenner
- Christopher Vokes (80), Canadees militair

### 28 maart
- Marc Chagall (97), Frans kunstschilder
- Flor Grammens (85), Belgisch politicus
- Henry Hansen (83), Deens wielrenner

### 29 maart
- Sœur Sourire (51), Belgisch zangeres
- Gerhard Stöck (73), Duits atleet

## April

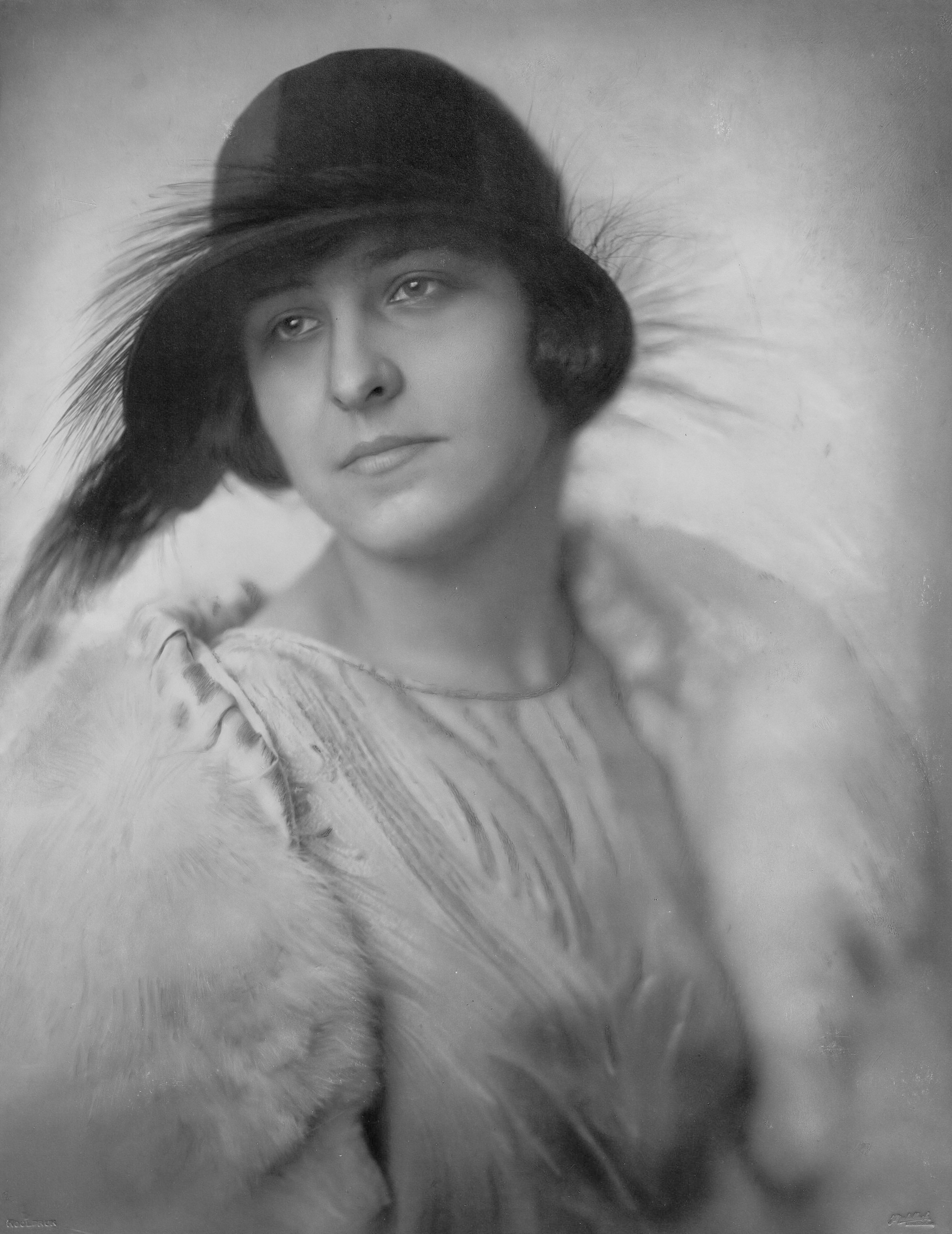
Mies Merkelbach
2 april

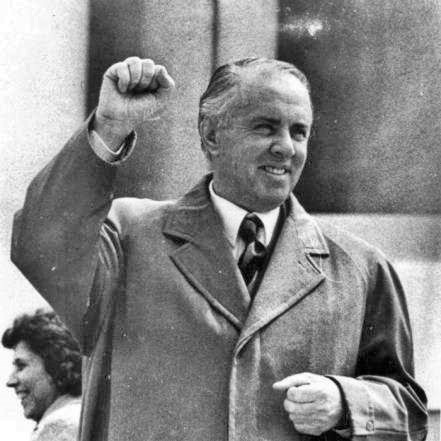
Enver Hoxha
11 april

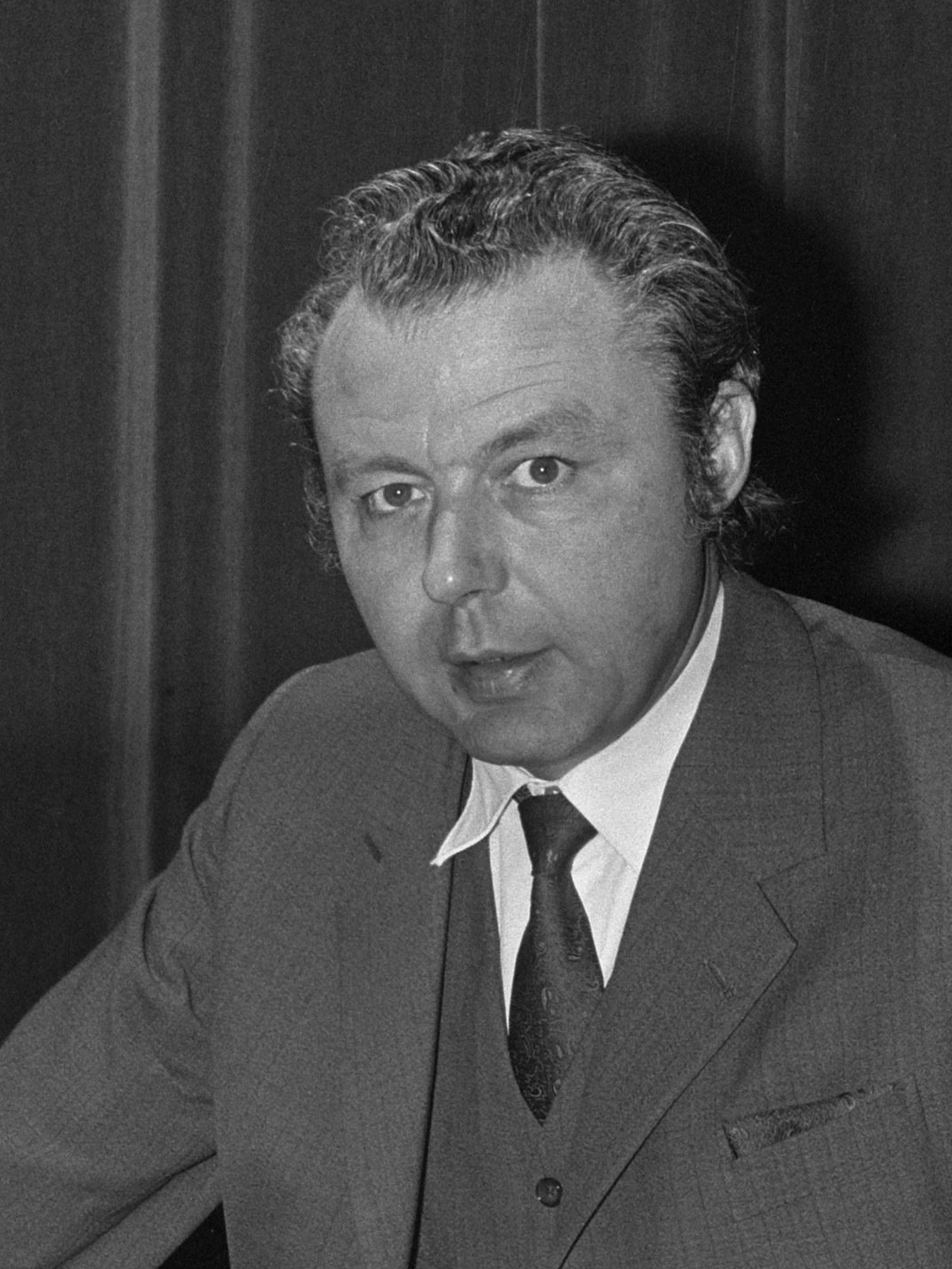
Harry ter Heide
14 april

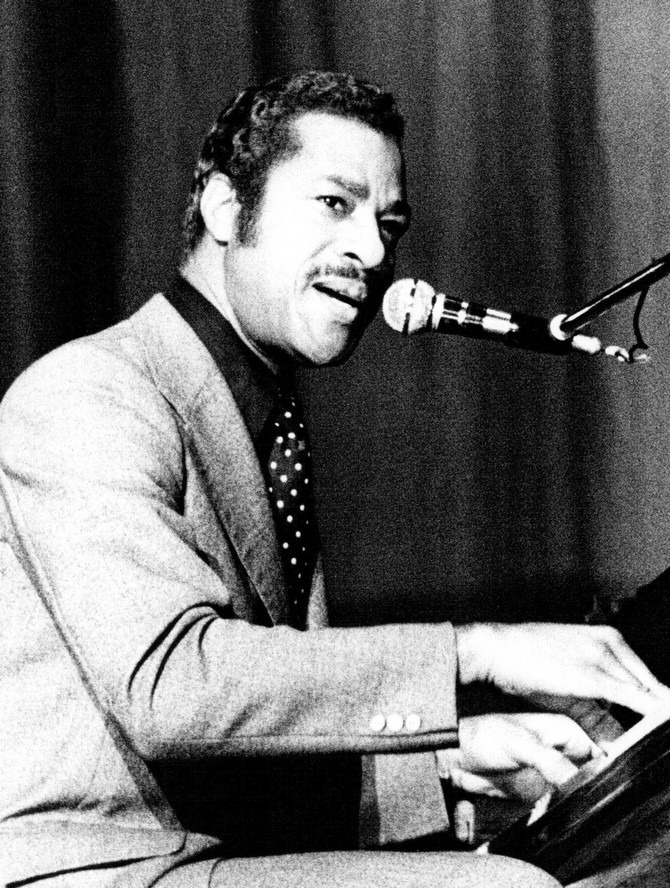
Willie Mabon
19 april

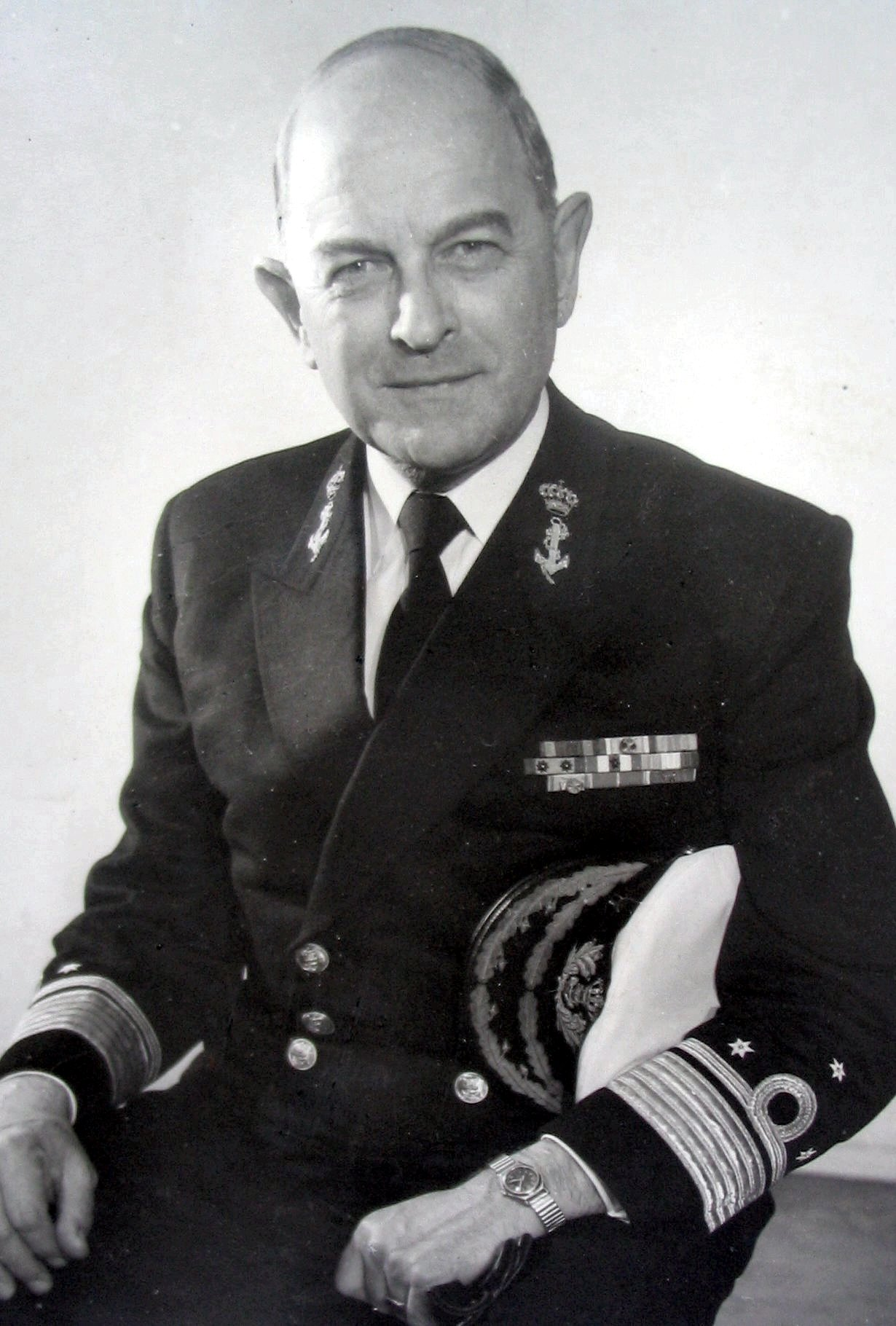
Willem Jan Kruys
20 april

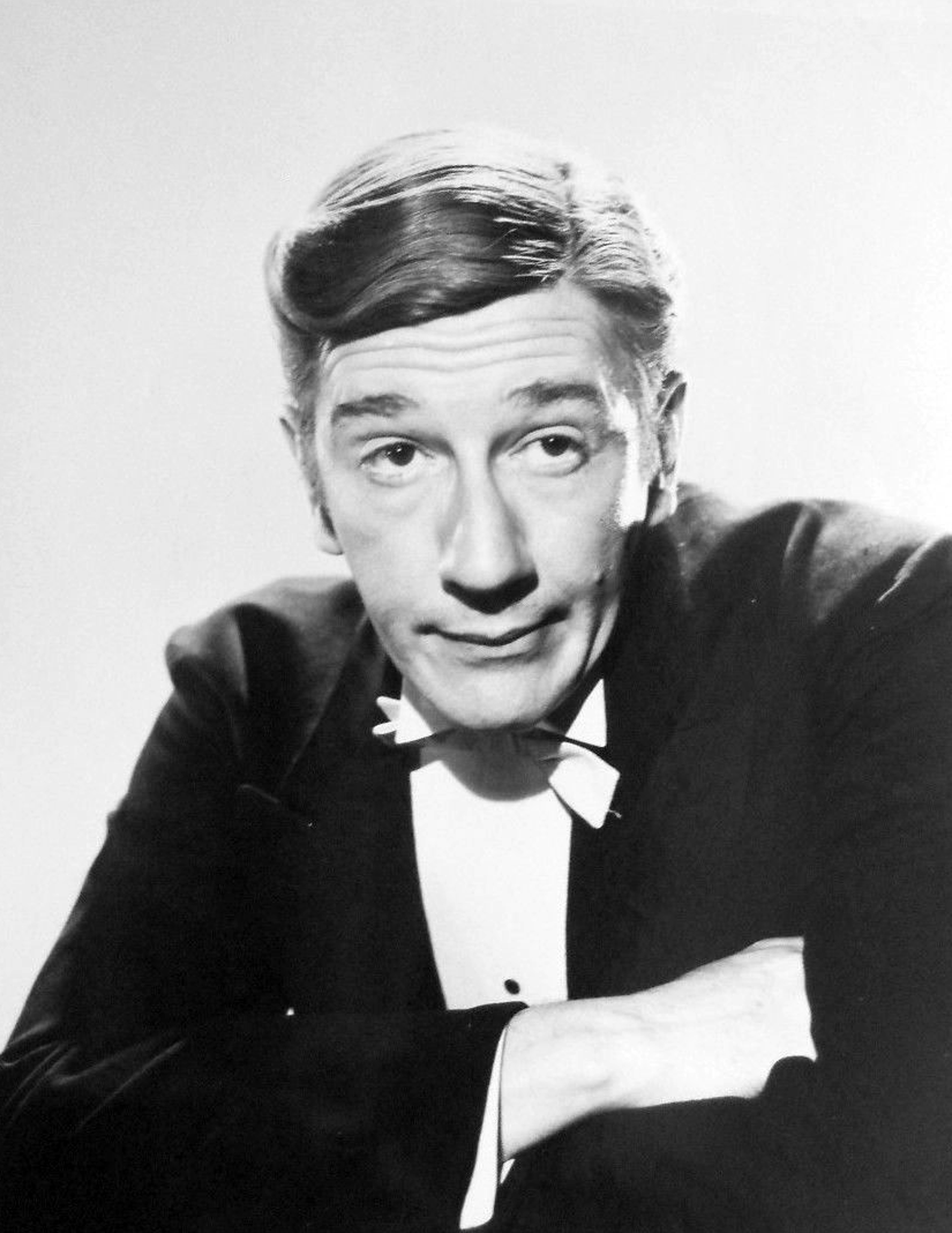
Richard Haydn
25 april

| 1 | 2 | 3 | 4 | 5 | 6 | 7 | 8 | 9 | 10 | 11 | 12 | 13 | 14 | 15 | 16 | 17 | 18 | 19 | 20 | 21 | 22 | 23 | 24 | 25 | 26 | 27 | 28 | 29 | 30 |
| - | - | - | - | - | - | - | - | - | -- | -- | -- | -- | -- | -- | -- | -- | -- | -- | -- | -- | -- | -- | -- | -- | -- | -- | -- | -- | -- |

### 1 april
- Herman Roelstraete (59), Belgisch componist en zanger

### 2 april
- Mies Merkelbach (80), Nederlands fotograaf

### 3 april
- Helmut Niedermayr (69), Duits autocoureur
- Leo Riemens (74), Nederlands journalist

### 5 april
- Philip Jongeneel (91), Nederlands roeier
- Gerhard Wilck (86), Duits militair

### 6 april
- Terence Sanders (83), Brits roeier

### 7 april
- Carl Schmitt (96), Duits filosoof en rechtsgeleerde

### 8 april
- J. Fred Coots (87), Amerikaans songwriter en pianist
- Boris Kosjevnikov (78), Russisch componist
- Ernest Van den Driessche (90), Belgisch kunstschilder

### 9 april
- Willem Roelof Oege Goslings (77), Nederlands medicus

### 10 april
- Eusebio Sempere (62), Spaans beeldhouwer, schilder en graficus

### 11 april
- Enver Hoxha (76), president van Albanië
- Herman Martinus Oldenhof (85), Nederlands burgemeester
- Gunnar Westman (70), Deens beeldhouwer

### 12 april
- Truus Schröder (95), Nederlands kunstenaar

### 13 april
- Maurits Lieftinck (80), Nederlands bioloog
- Oscar Nemon (79), Brits beeldhouwer

### 14 april
- Harry ter Heide (57), Nederlands econoom

### 15 april
- Ben Stroman (82), Nederlands schrijver, journalist en criticus

### 16 april
- Scott Brady (60), Amerikaans acteur

### 17 april
- J.C.J. van Schagen (93), Nederlands schrijver, dichter en graficus

### 19 april
- Jean Auréal (43), Frans motorcoureur
- Willie Mabon (59), Amerikaans zanger en musicus

### 20 april
- Rudolf Gnägi (67), Zwitsers politicus
- Willem Jan Kruys (79), Nederlandse vice-admiraal en later directeur-generaal rijksluchtvaartdienst
- Fritz Moser (76), Zwitsers politicus

### 21 april
- Tancredo Neves (75), president van Brazilië

### 25 april
- Richard Haydn (80), Brits acteur
- Henk van der Meer (69), Nederlands roeier

### 27 april
- Benjamin Pieter Liese (75), Nederlands burgemeester

### 28 april
- Nand Baert (53), Belgisch tv-presentator
- Jan Leupen (84), Nederlands architect

### 29 april
- Nik Meertens (77), Belgisch politicus

## Mei

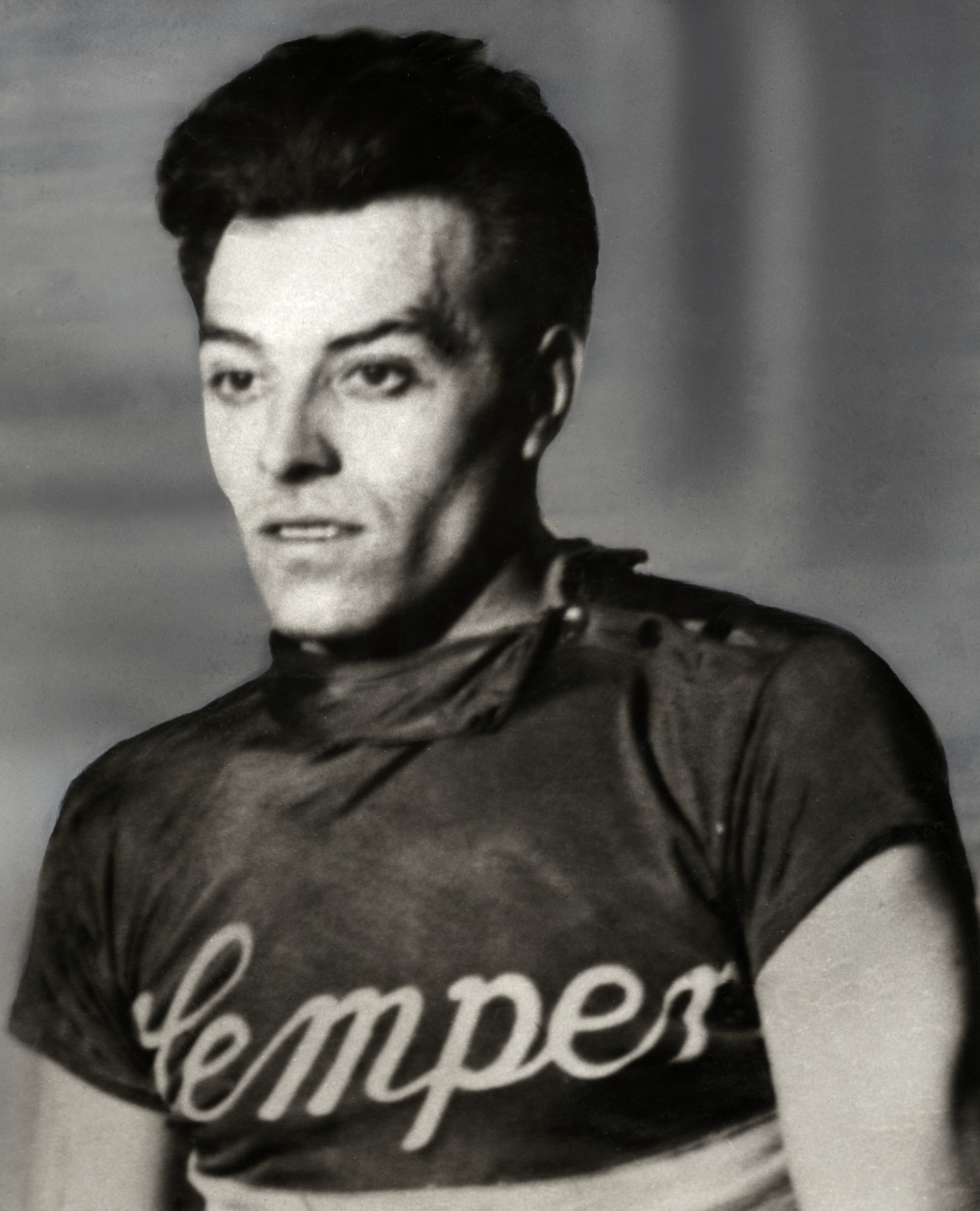
Piet van Kempen
5 mei

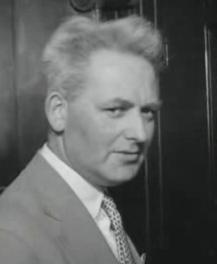
Garmt Stuiveling
11 mei

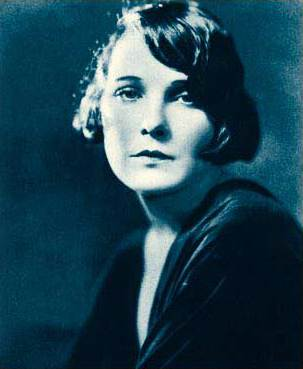
Leatrice Joy
13 mei

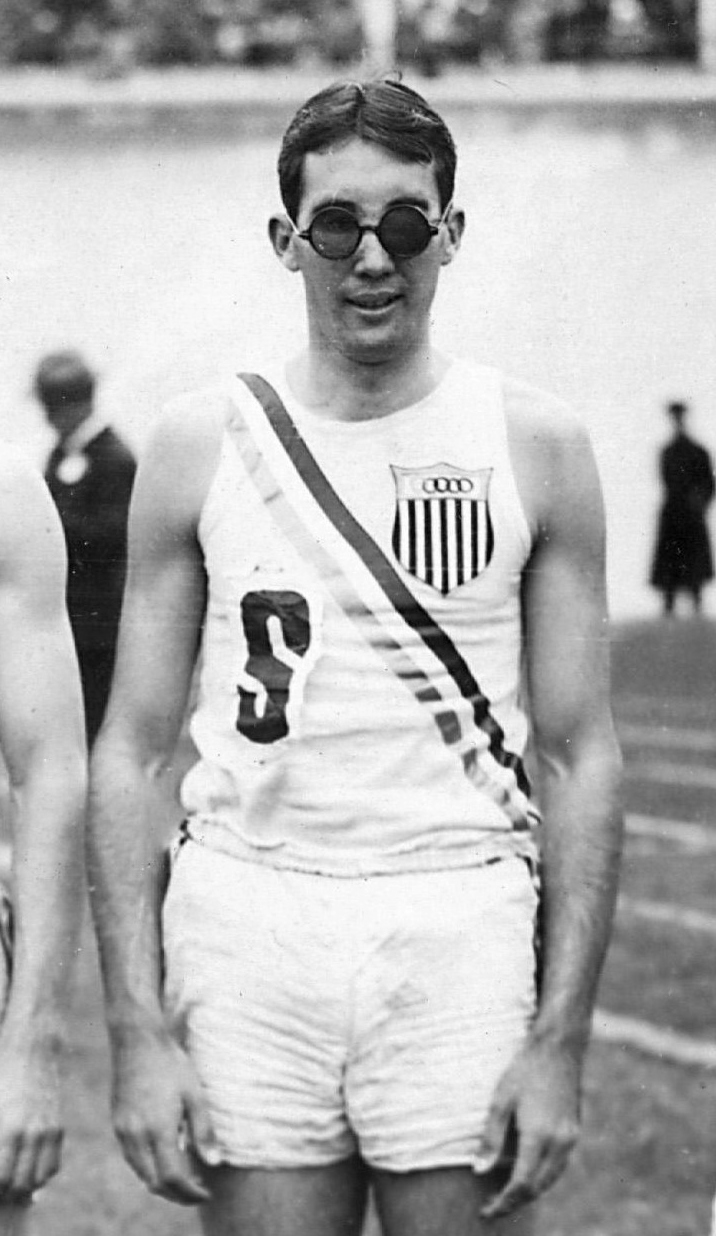
Emerson Spencer
15 mei

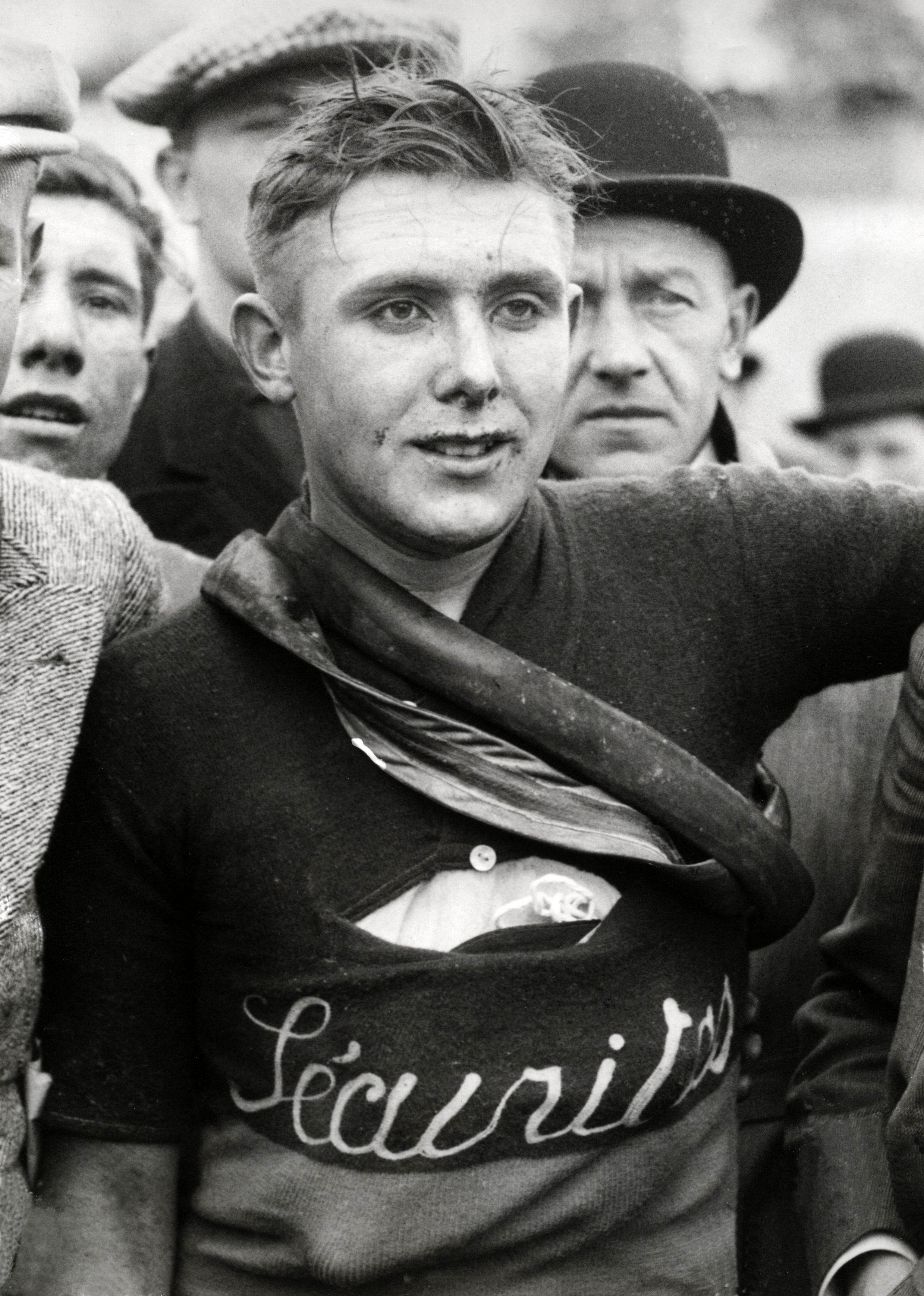
Edgard De Caluwé
16 mei

| 1 | 2 | 3 | 4 | 5 | 6 | 7 | 8 | 9 | 10 | 11 | 12 | 13 | 14 | 15 | 16 | 17 | 18 | 19 | 20 | 21 | 22 | 23 | 24 | 25 | 26 | 27 | 28 | 29 | 30 | 31 |
| - | - | - | - | - | - | - | - | - | -- | -- | -- | -- | -- | -- | -- | -- | -- | -- | -- | -- | -- | -- | -- | -- | -- | -- | -- | -- | -- | -- |

### 1 mei
- Piet te Lintum (76), Nederlands kunstenaar

### 2 mei
- Attilio Bettega (32), Italiaans rallyrijder
- Larry Clinton (75), Amerikaanse musicus, componist en bandleider

### 4 mei
- Jan Buijs (45), Nederlands muziekmanager

### 5 mei
- Piet van Kempen (86), Nederlands wielrenner
- Hans Zander (80), Duits componist en violist

### 7 mei
- Carlos Mota Pinto (48), Portugees politicus

### 8 mei
- Theodore Sturgeon (67), Amerikaans schrijver

### 9 mei
- Adriaan Paulen (82), Nederlands atleet, sportbestuurder en verzetsman

### 10 mei
- Antonio Branca (68), Zwitsers autocoureur
- Noëlla Dinant (65), Belgisch politicus
- Florizel von Reuter (95), Amerikaans violist en componist

### 11 mei
- Piet A. van Mever (86), Nederlands componist
- Garmt Stuiveling (77), Nederlands dichter en literator

### 12 mei
- Jean Dubuffet (83), Frans beeldhouwer

### 13 mei
- Leatrice Joy (91), Amerikaans actrice

### 15 mei
- Emerson Spencer (78), Amerikaans atleet

### 16 mei
- Edgard De Caluwé (71), Belgisch wielrenner

### 17 mei
- Joukje Smits (68), Nederlands verzetsstrijdster
- Louis Wijsenbeek (73), Nederlands kunsthistoricus

### 19 mei
- Hilding Rosenberg (92), Zweeds componist

### 20 mei
- Harm Kamerlingh Onnes (92), Nederlands kunstenaar

### 21 mei
- Jan Bijl (79), Nederlands voetbaltrainer
- Frans Gelders (80), Belgisch politicus

### 22 mei
- Alister Hardy (89), Brits bioloog
- Wolfgang Reitherman (75), Amerikaans filmregisseur

### 24 mei
- François Neuens (73), Luxemburgs wielrenner
- Natalio Perinetti (84), Argentijns voetballer

### 25 mei
- Paul Surtel (91), Frans kunstschilder

### 26 mei
- Riek van Rumt (87), Nederlands gymnaste

### 28 mei
- Nils Nobach (66), Duits muziekproducent en componist

### 30 mei
- Nico van den Heuvel (78), Nederlands politicus

### 31 mei
- Louis Robert (81), Frans historicus en archeoloog
- Rein de Waal (80), Nederlands hockeyspeler en hockeycoach

## Juni

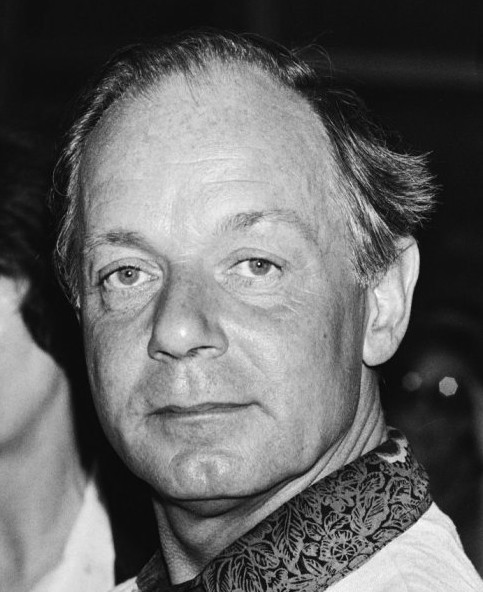
Siem Vroom
6 juni

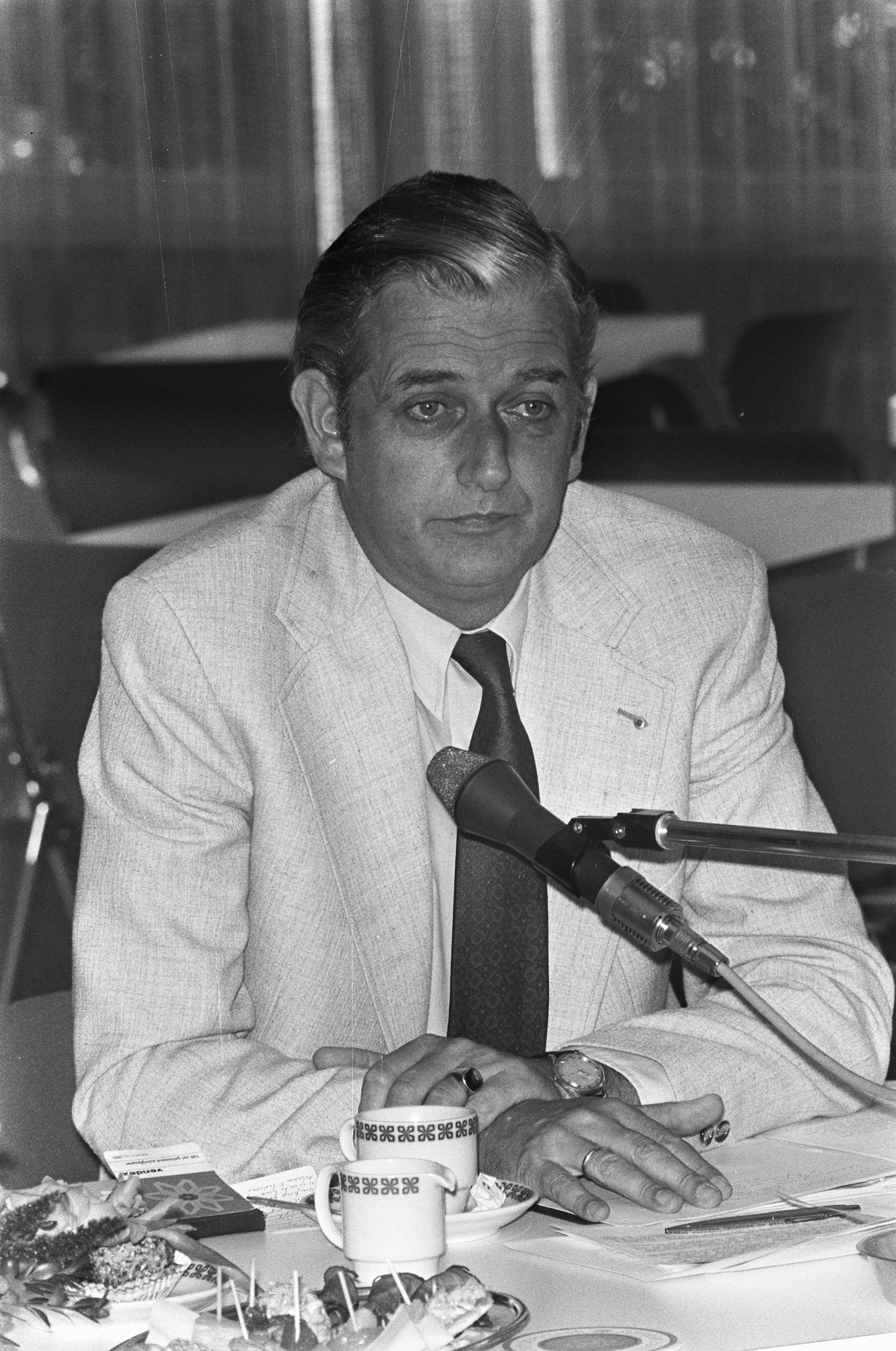
Siebe van der Zee
13 juni

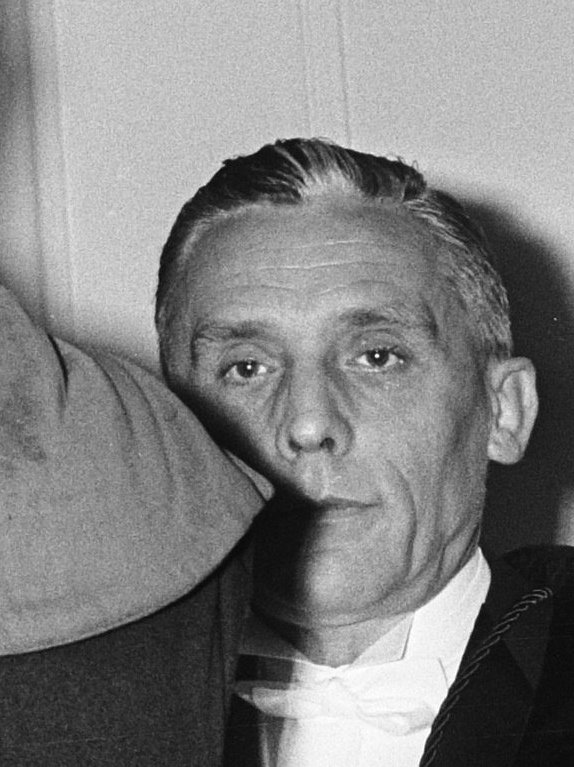
Pieter De Somer
17 juni

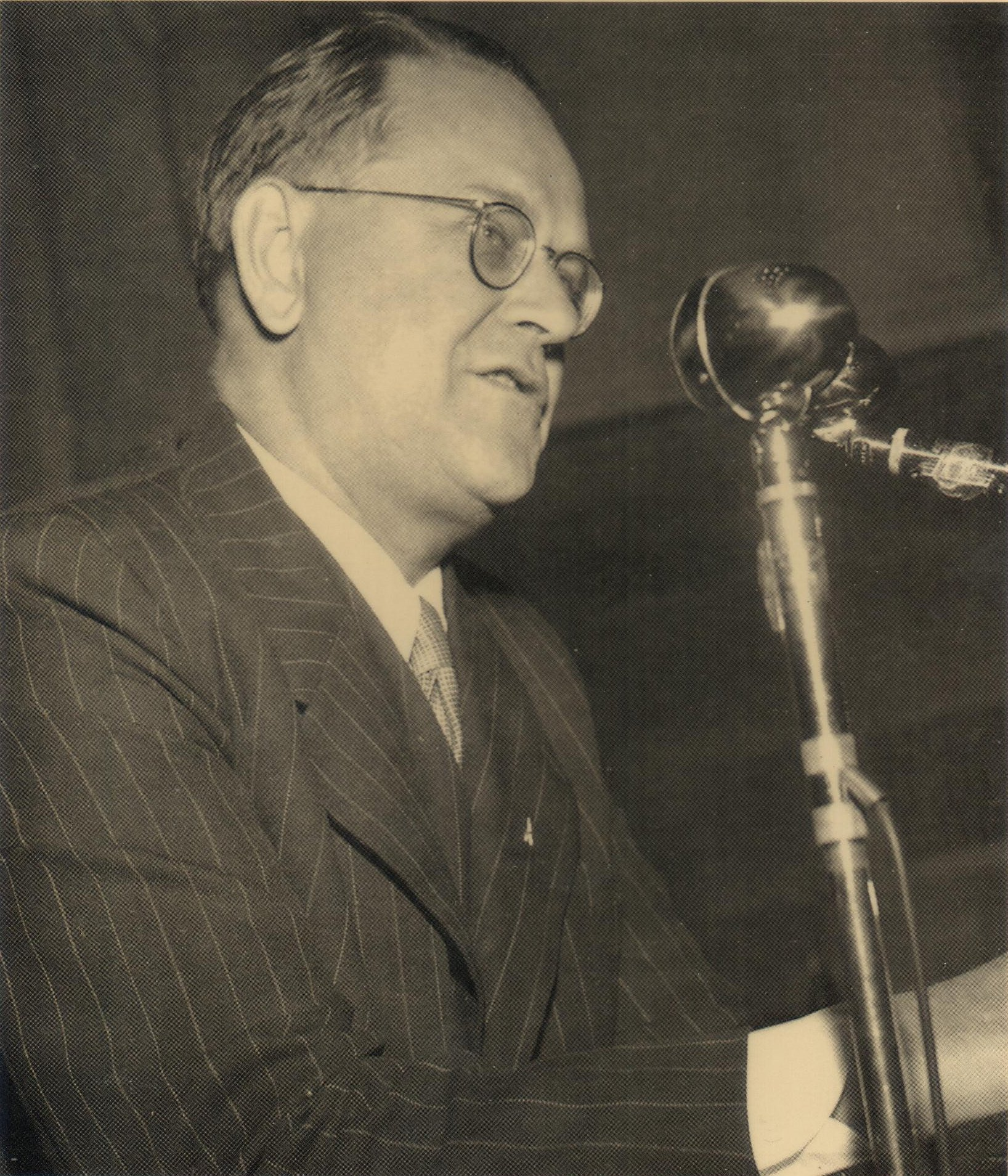
Tage Erlander
21 juni

| 1 | 2 | 3 | 4 | 5 | 6 | 7 | 8 | 9 | 10 | 11 | 12 | 13 | 14 | 15 | 16 | 17 | 18 | 19 | 20 | 21 | 22 | 23 | 24 | 25 | 26 | 27 | 28 | 29 | 30 |
| - | - | - | - | - | - | - | - | - | -- | -- | -- | -- | -- | -- | -- | -- | -- | -- | -- | -- | -- | -- | -- | -- | -- | -- | -- | -- | -- |

### 1 juni
- Robert Gruslin (84), Belgisch politicus
- Gaston Rebuffat (64), Frans bergbeklimmer

### 2 juni
- Paul Gruselin (83), Belgische politicus

### 3 juni
- Tjeerd Boersma (70), Nederlands atleet

### 6 juni
- Willy Bocklant (44), Belgisch wielrenner
- Siem Vroom (54), Nederlands acteur

### 7 juni
- Henk Keemink (82), Nederlands atleet

### 9 juni
- Huub Jansen (56), Nederlands geschiedkundige
- Franz Janssens (71), Belgisch politicus

### 10 juni
- John Lauwereins (75), Belgisch politicus

### 12 juni
- Dominique Laffin (33), Frans actrice
- Helmuth Plessner (92), Duits filosoof en socioloog
- Alexander Ferdinand van Pruisen (72), lid Duitse adel

### 13 juni
- Siebe van der Zee (65), Nederlands verslaggever, presentator en omroepdirecteur

### 14 juni
- Henk van Tilburg (86), Nederlands voetballer

### 15 juni
- Adolf Gasser (81), Zwitsers historicus
- Andy Stanfield (57), Amerikaans atleet

### 16 juni
- Hubert Lapaille (97), Belgisch politicus

### 17 juni
- Pieter De Somer (67), Belgisch immunoloog en microbioloog

### 20 juni
- Johan van Roijen (85), Nederlands burgemeester

### 21 juni
- Tage Erlander (84), Zweeds politicus

### 23 juni
- Sake van der Ploeg (65), Nederlandse vakbondsbestuurder en politicus

### 27 juni
- Daniël Quirin Mulock Houwer (82), Nederlands pedagoog

### 28 juni
- Rinus Meijer (67), Nederlands beeldhouwer

### 30 juni
- Maria van Everdingen (71), Nederlands beeldhouwster

## Juli

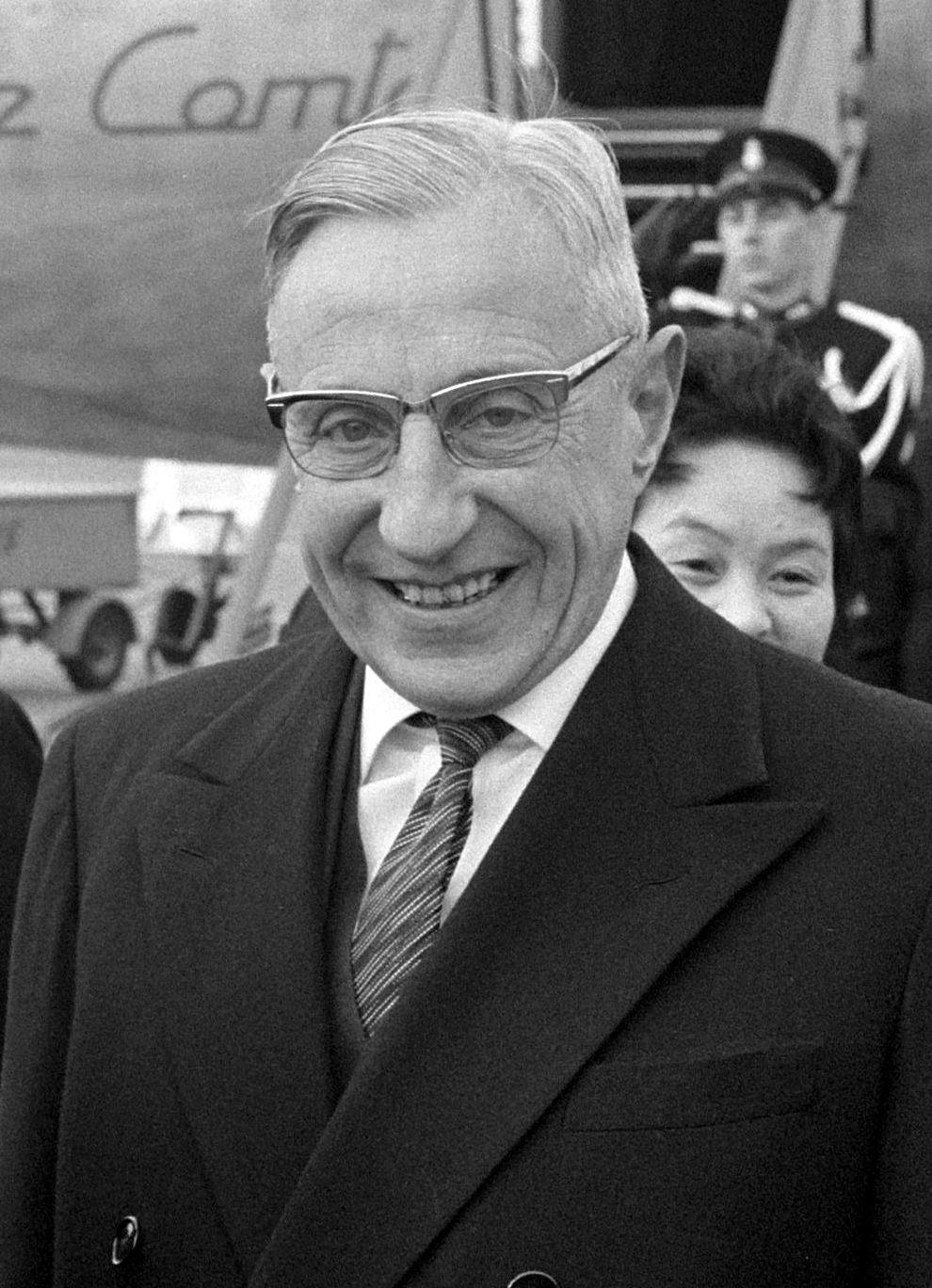
Jan de Quay
4 juli

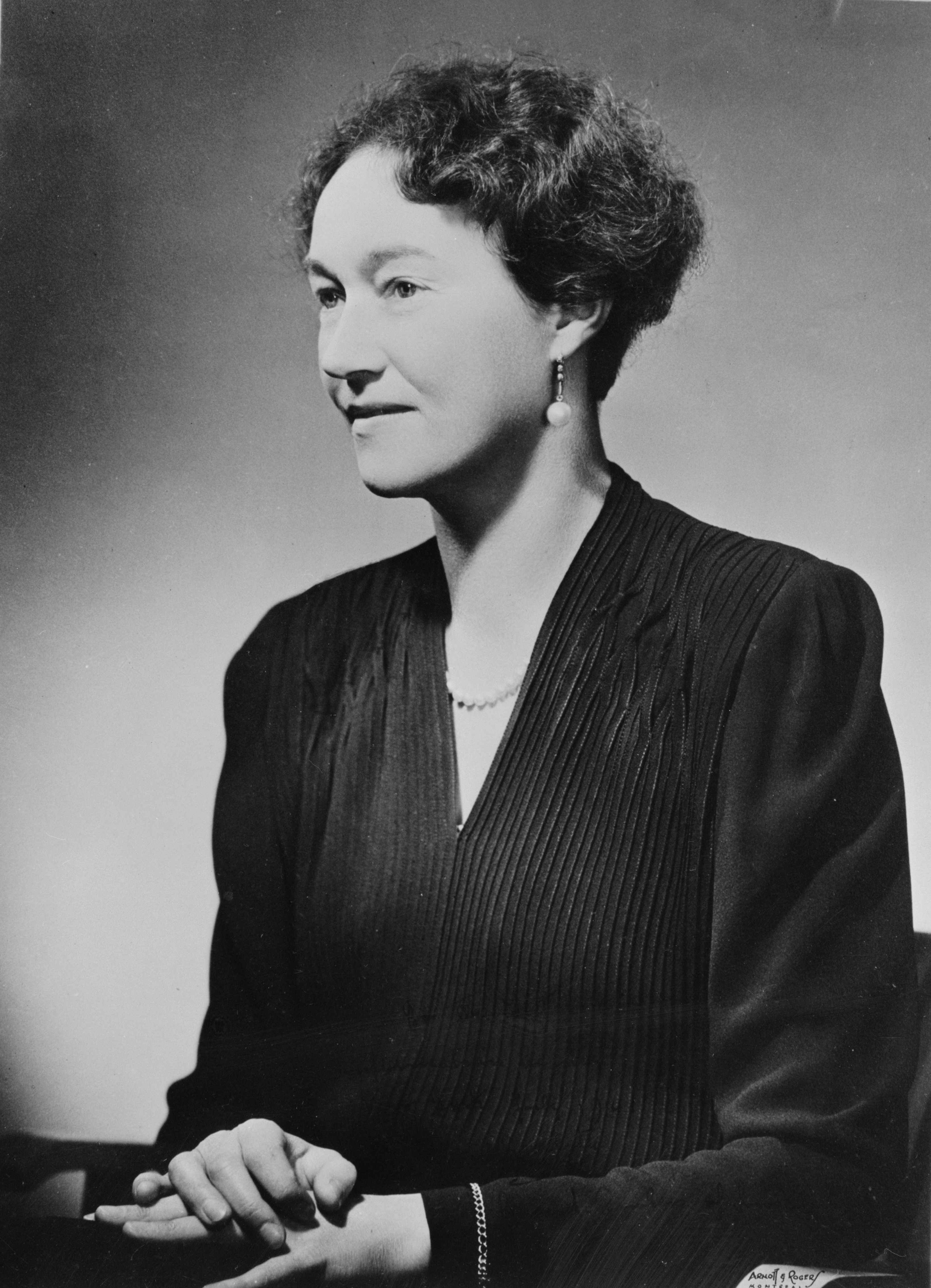
Charlotte van Luxemburg
9 juli

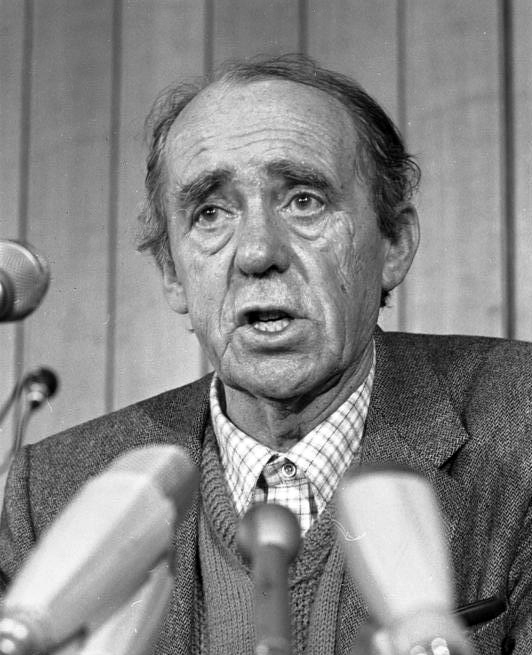
Heinrich Böll
16 juli

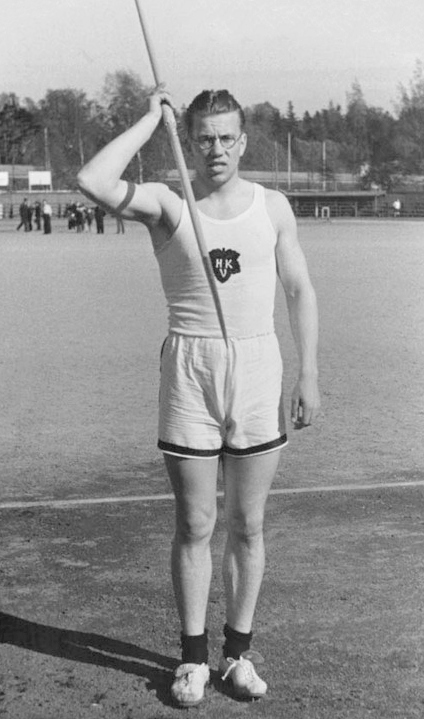
Matti Järvinen
22 juli

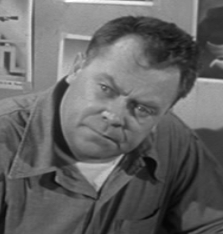
Mickey Shaughnessy
23 juli

| 1 | 2 | 3 | 4 | 5 | 6 | 7 | 8 | 9 | 10 | 11 | 12 | 13 | 14 | 15 | 16 | 17 | 18 | 19 | 20 | 21 | 22 | 23 | 24 | 25 | 26 | 27 | 28 | 29 | 30 | 31 |
| - | - | - | - | - | - | - | - | - | -- | -- | -- | -- | -- | -- | -- | -- | -- | -- | -- | -- | -- | -- | -- | -- | -- | -- | -- | -- | -- | -- |

### 2 juli
- David Purley (40), Brits autocoureur

### 4 juli
- Jan de Quay (83), Nederlands politicus
- Willem Visser 't Hooft (84), Nederlands theoloog en predikant

### 5 juli
- Isidorus van Mens (94), Nederlands kunstenaar

### 6 juli
- Aart Dirk Viezee (68), Nederlands burgemeester

### 8 juli
- Wim Addicks (88), Nederlands voetballer
- Simon Kuznets (84), Amerikaans econoom
- Jean-Paul Le Chanois (75), Frans filmregisseur en scenarioschrijver

### 9 juli
- Charlotte van Luxemburg (89), Luxemburgs groothertogin
- Wout Steenhuis (62), Nederlands multi-instrumentalist en zanger

### 10 juli
- Fernando Pereira (35), Nederlands fotograaf

### 11 juli
- George Duvivier (64), Amerikaans jazz-bassist

### 13 juli
- Georg Kothera (63), Duits componist en musicus
- Dirk de Zee (81), Nederlands politicus

### 16 juli
- Heinrich Böll (67), Duits schrijver
- Wayne King (84), Amerikaans saxofonist
- Robert Siohan (91), Frans dirigent en componist

### 17 juli
- Aart Rietbroek (55), Nederlands kunstschilder en beeldhouwer

### 18 juli
- Louisa Ghijs (83), Belgisch zangeres
- Isabella van Bourbon (80), lid Spaanse adel

### 20 juli
- Peter Vilhelm Glob (74), Deens archeoloog en museumdirecteur

### 22 juli
- Matti Järvinen (76), Fins atleet
- Jaap Spaanderman (88), Nederlands pianist

### 23 juli
- Mickey Shaughnessy (64), Iers-Amerikaans acteur

### 24 juli
- Willem Minderman (74), Nederlands beeldend kunstenaar

### 25 juli
- Samuel Crommelin (65), Nederlands burgemeester
- Stephen Knight (33), Brits schrijver

### 26 juli
- Božo Broketa (62), Joegoslavisch voetballer

### 28 juli
- Michel Audiard (65), Amerikaans schrijver en filmregisseur

### 29 juli
- Kurt Schild (80), Duits componist

### 30 juli
- Julia Robinson (65), Amerikaans wiskundige

## Augustus

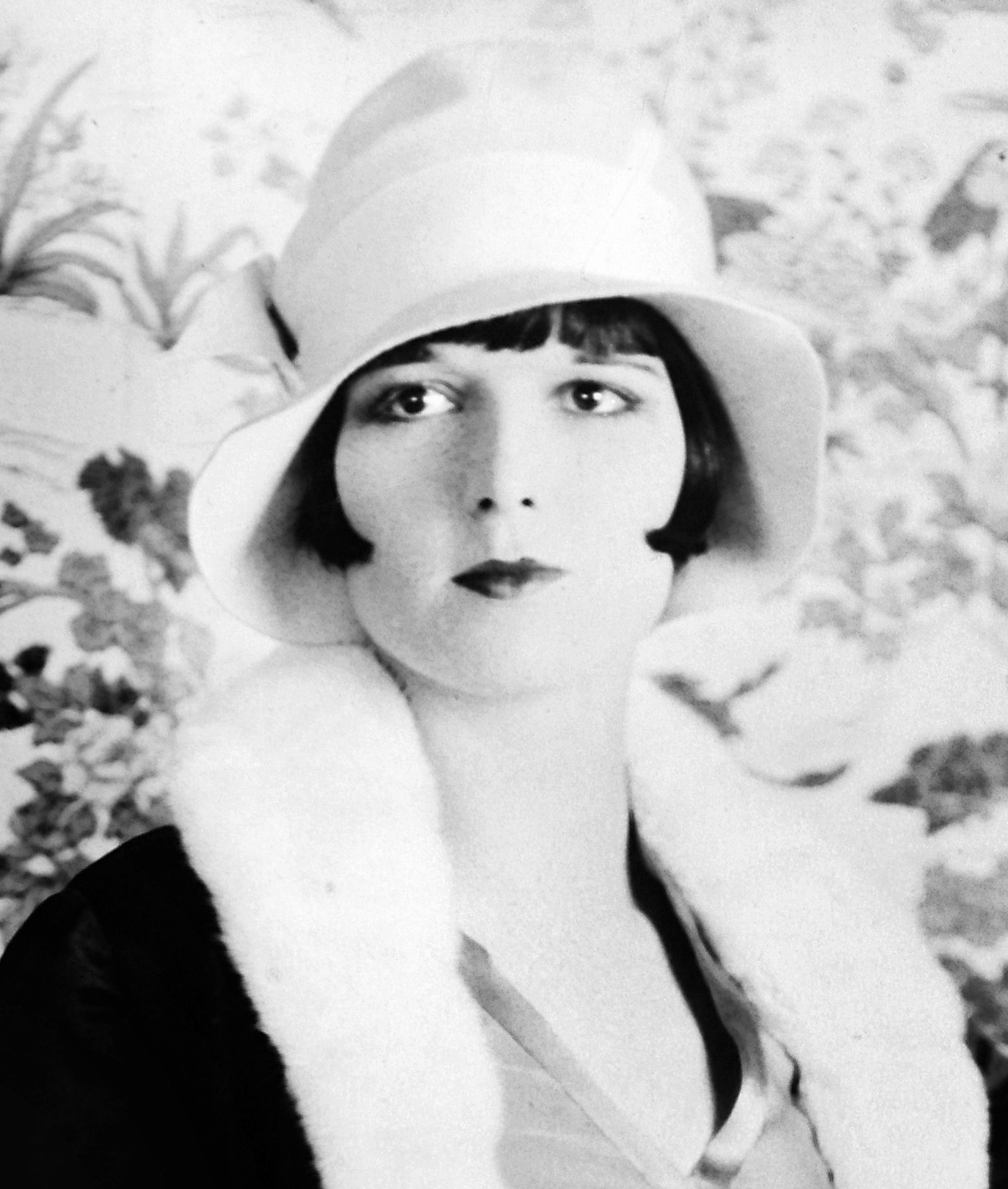
Louise Brooks
8 augustus

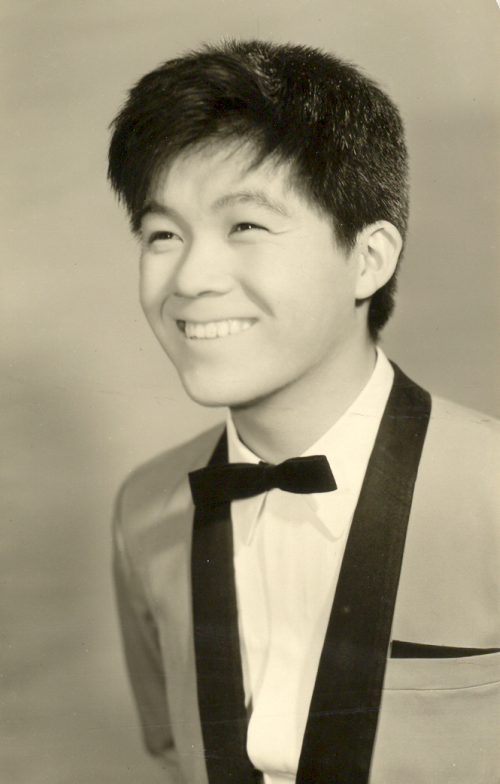
Kyu Sakamoto
12 augustus

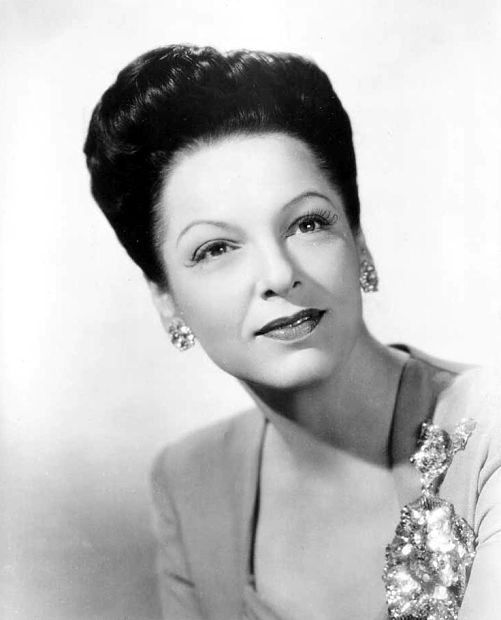
Gale Sondergaard
14 augustus

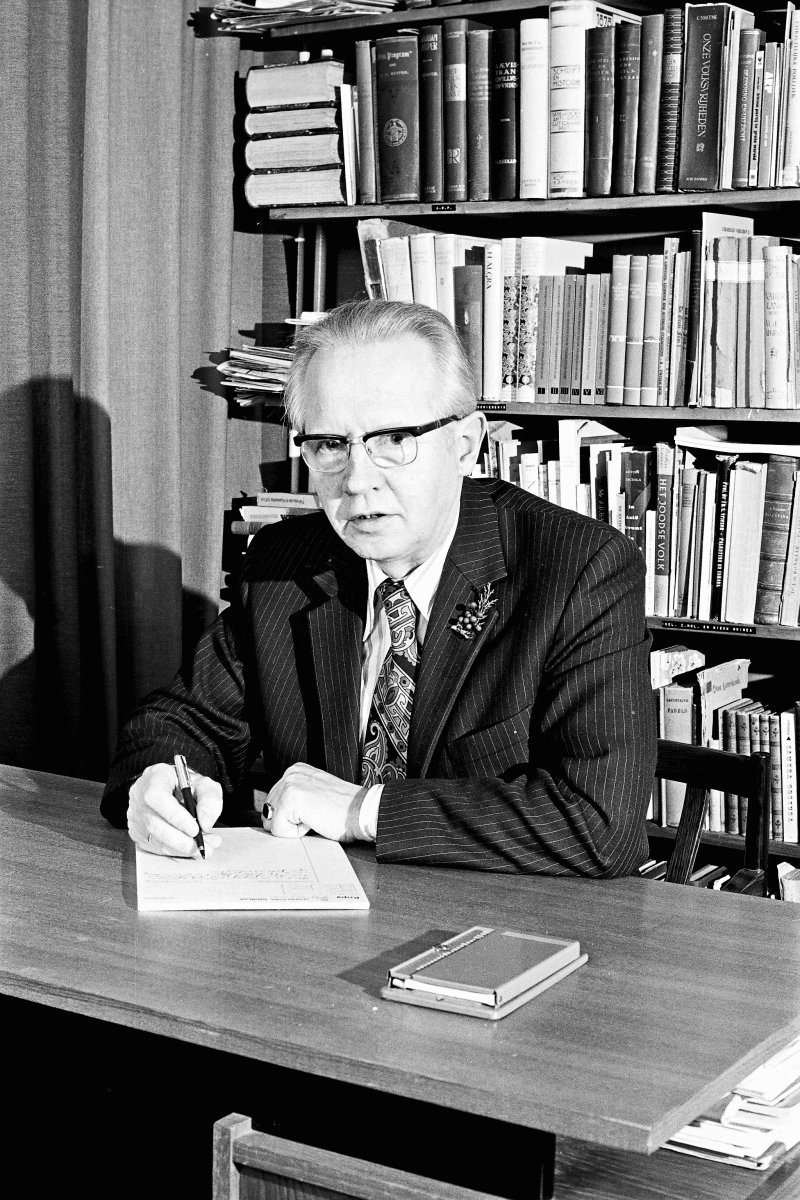
Piet Jongeling
26 augustus

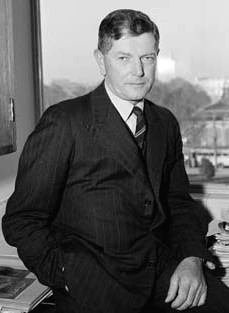
Frank Macfarlane Burnet
31 augustus

| 1 | 2 | 3 | 4 | 5 | 6 | 7 | 8 | 9 | 10 | 11 | 12 | 13 | 14 | 15 | 16 | 17 | 18 | 19 | 20 | 21 | 22 | 23 | 24 | 25 | 26 | 27 | 28 | 29 | 30 | 31 |
| - | - | - | - | - | - | - | - | - | -- | -- | -- | -- | -- | -- | -- | -- | -- | -- | -- | -- | -- | -- | -- | -- | -- | -- | -- | -- | -- | -- |

### 1 augustus
- Karel Eduard van Charante (90), Nederlands collaborateur
- Joseph Walker (92), Amerikaans cameraman
- Sam Wooding (90), Amerikaans jazzmusicus

### 4 augustus
- Adolphe Braeckeveldt (72), Belgisch wielrenner

### 5 augustus
- Ernest Adam (85), Belgisch politicus

### 6 augustus
- Forbes Burnham (62), president van Guyana

### 8 augustus
- Louise Brooks (78), Amerikaans danseres en actrice
- Louis Meeuwessen (81), Nederlands bokser

### 9 augustus
- Fred Åkerström (48), Zweeds zanger
- Stig Rybrant (69), Zweeds componist

### 10 augustus
- Jan Alouisius Lambertus Maria Loeff (87), Rotterdams advocaat
- Gerhard Sevenster (89), Nederlands theoloog

### 11 augustus
- János Drapál (37), Hongaars motorcoureur
- Maurits van Karnebeek (76), Nederlands burgemeester

### 12 augustus
- Billy Devore (74), Amerikaans autocoureur
- Kyu Sakamoto (43), Japans zanger en acteur
- Manfred Winkelhock (33), Duits autocoureur

### 14 augustus
- Gale Sondergaard (86), Amerikaans actrice

### 15 augustus
- Aart Aardoom (79), Nederlands verzetsstrijder

### 16 augustus
- Mario Majoni (75), Italiaans waterpolospeler
- Géza Toldi (76), Hongaars voetballer en voetbaltrainer

### 17 augustus
- Emiel De Winter (82), Belgisch politicus

### 18 augustus
- Gérard De Paep (86), Belgisch politicus

### 19 augustus
- Jānis Matulis (74), Lets geestelijke

### 20 augustus
- Donald Hebb (81), Canadees psycholoog

### 23 augustus
- Luís Macedo Matoso (84), Braziliaans voetballer

### 24 augustus
- Paul Creston (78), Amerikaans pianist en componist
- Adolphe Groscol (81), Belgisch atleet
- Edmond Rigo (37), Belgisch politicus

### 25 augustus
- Jan Josephus Poelhekke (72), Nederlands historicus
- Samantha Smith (13), Amerikaans vredesactiviste

### 26 augustus
- Piet Jongeling (76), Nederlands politicus

### 28 augustus
- Ruth Gordon (88), Amerikaans actrice

### 30 augustus
- Douglas Eric Kimmins (80), Brits entomoloog
- Tatiana Proskouriakoff (76), Russisch-Amerikaans architecte, archeologe en taalkundige

### 31 augustus
- Frank Macfarlane Burnet (85), Australisch viroloog
- Klaas Visker (85), Nederlandse architect

## September

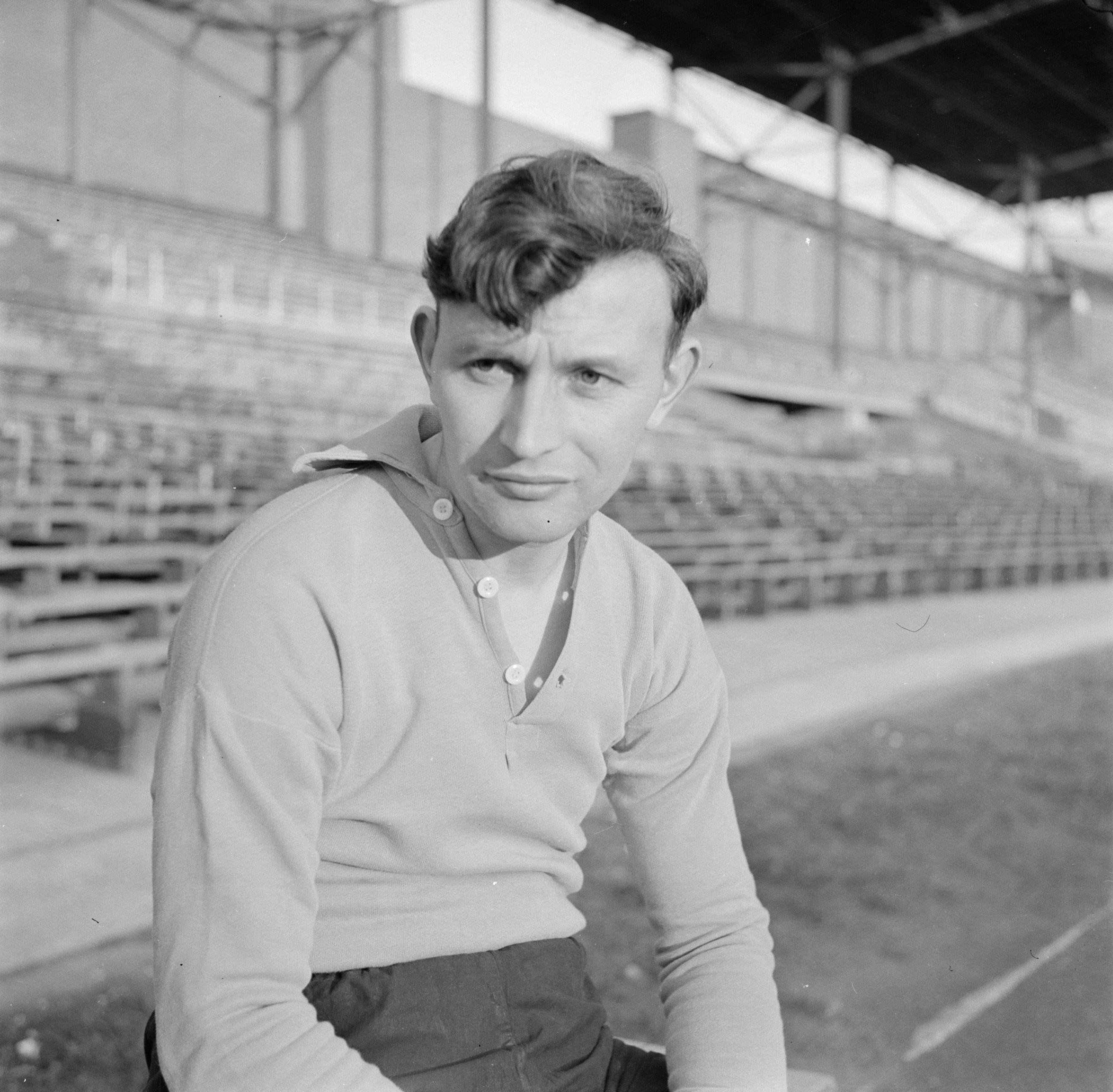
Abe Lenstra
2 september

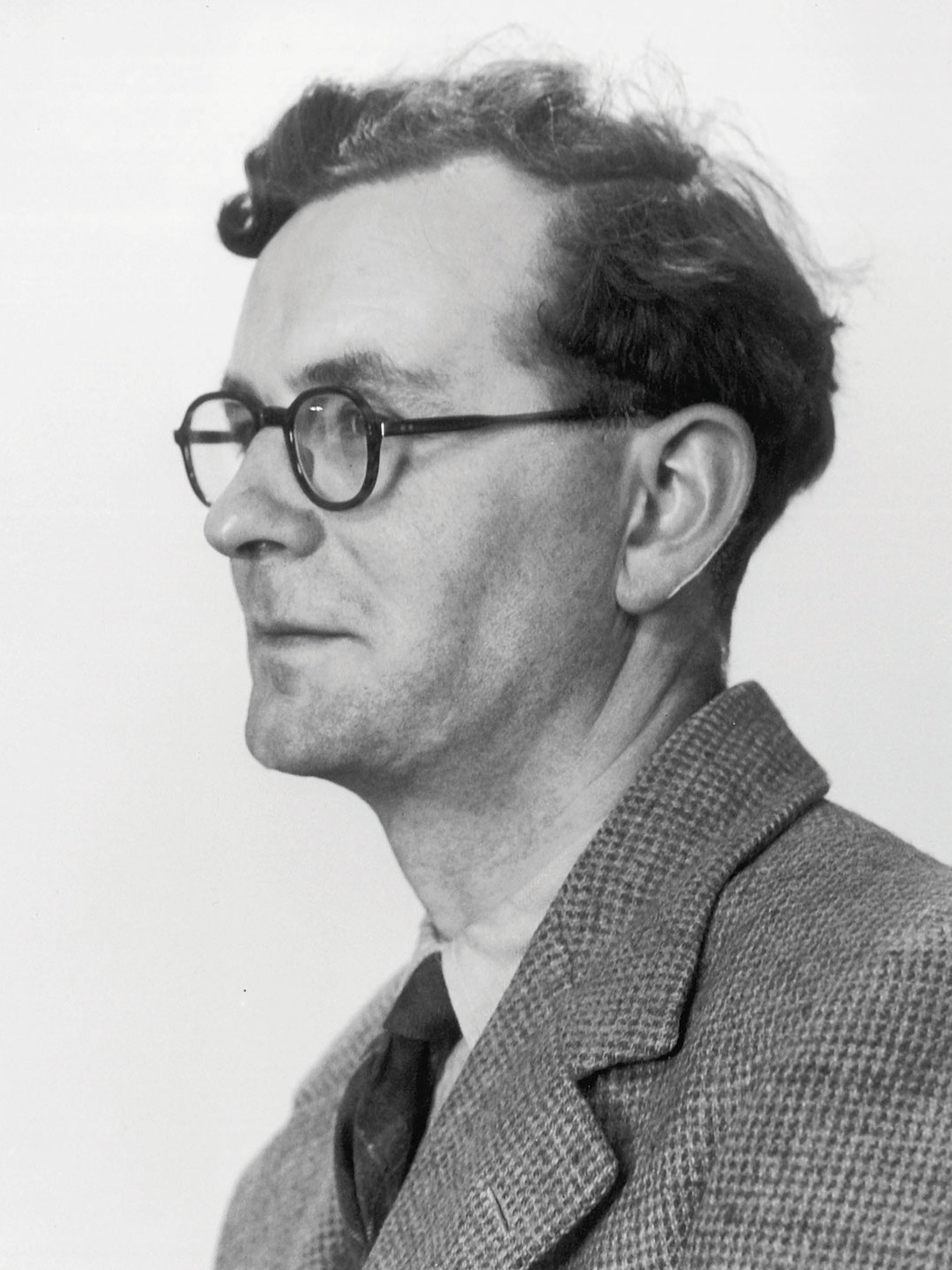
Rodney Porter
7 september

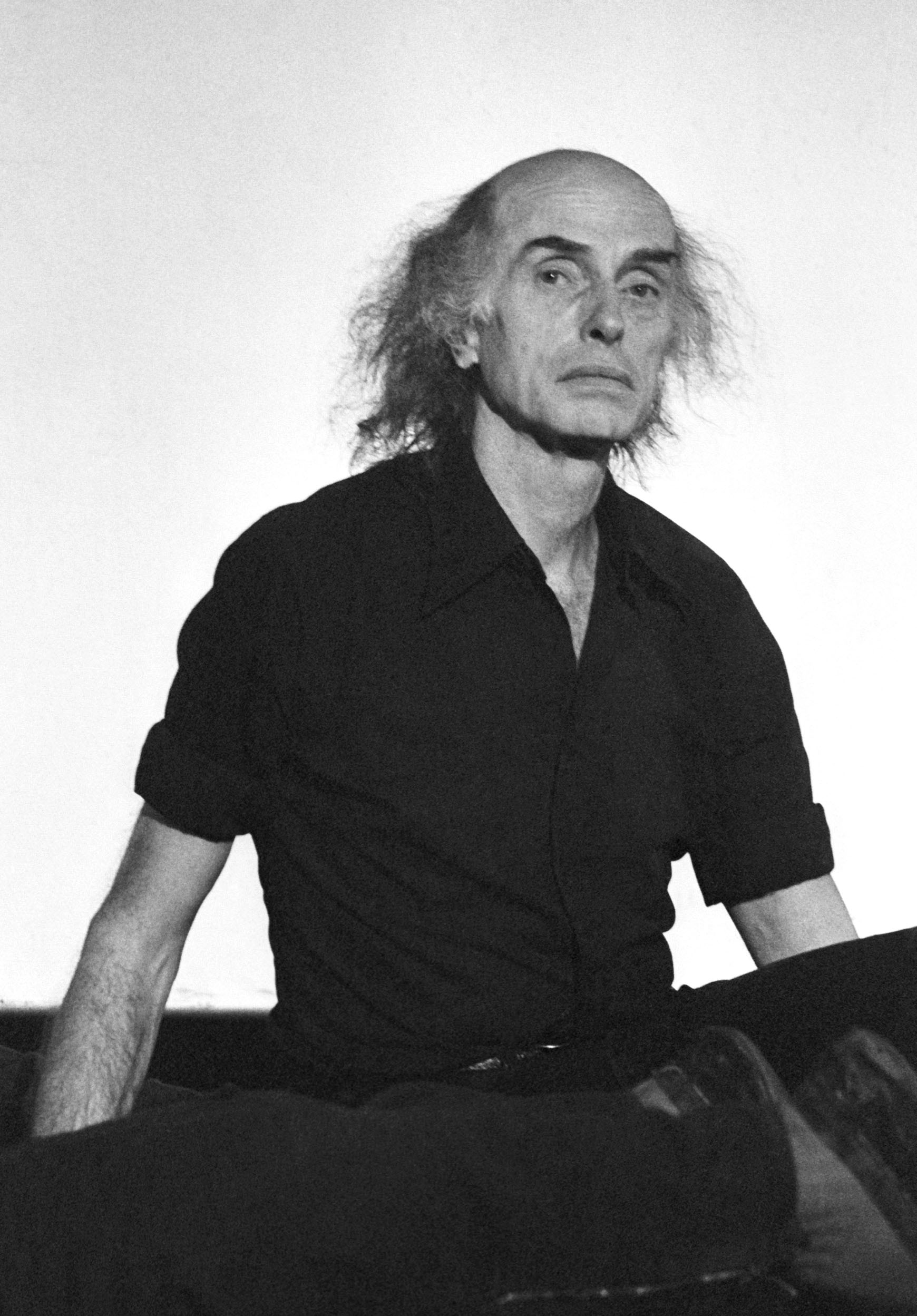
Julian Beck
14 september

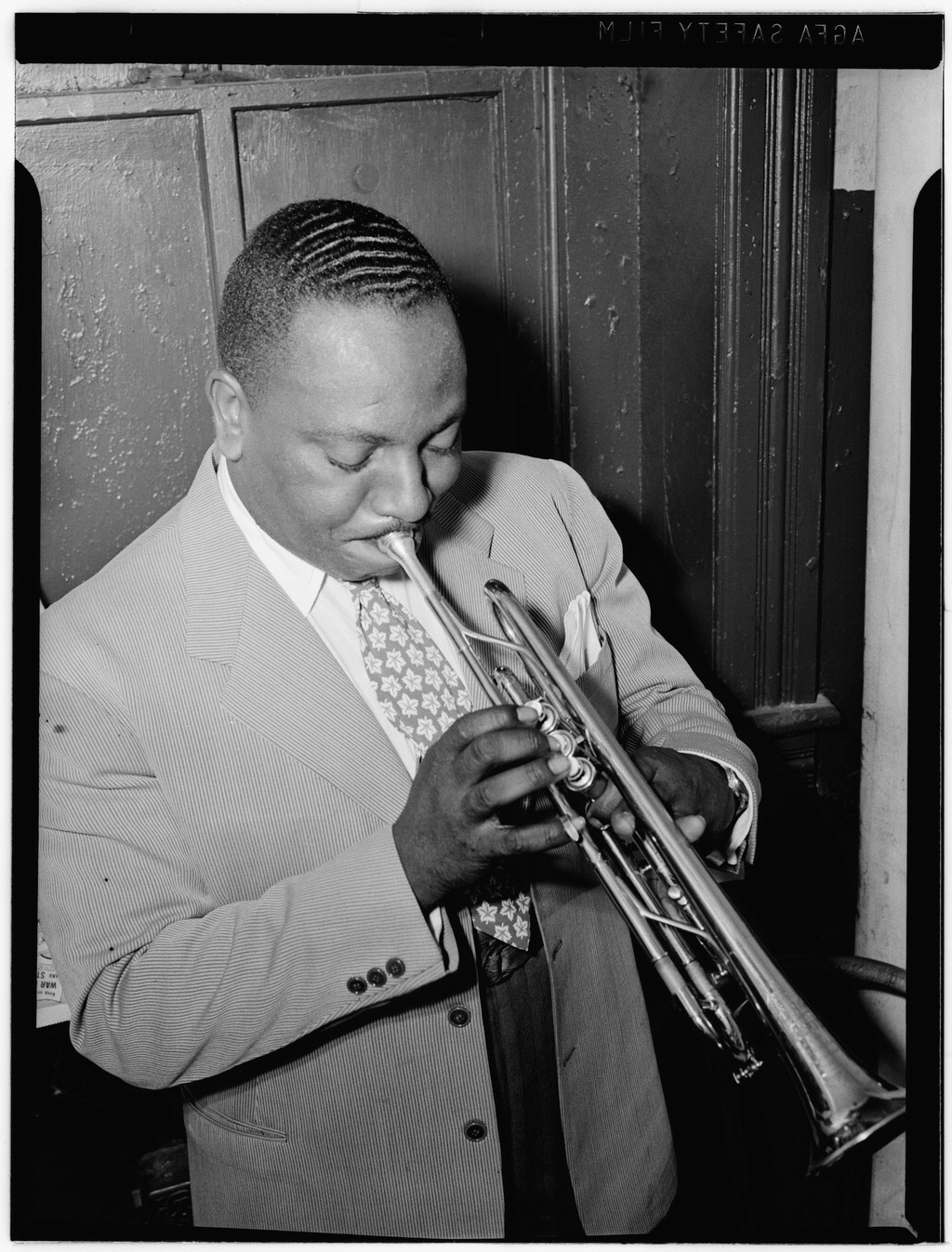
Cootie Williams
15 september

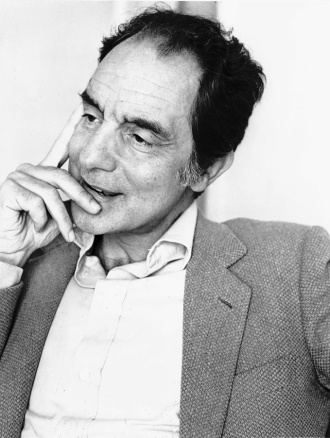
Italo Calvino
19 september

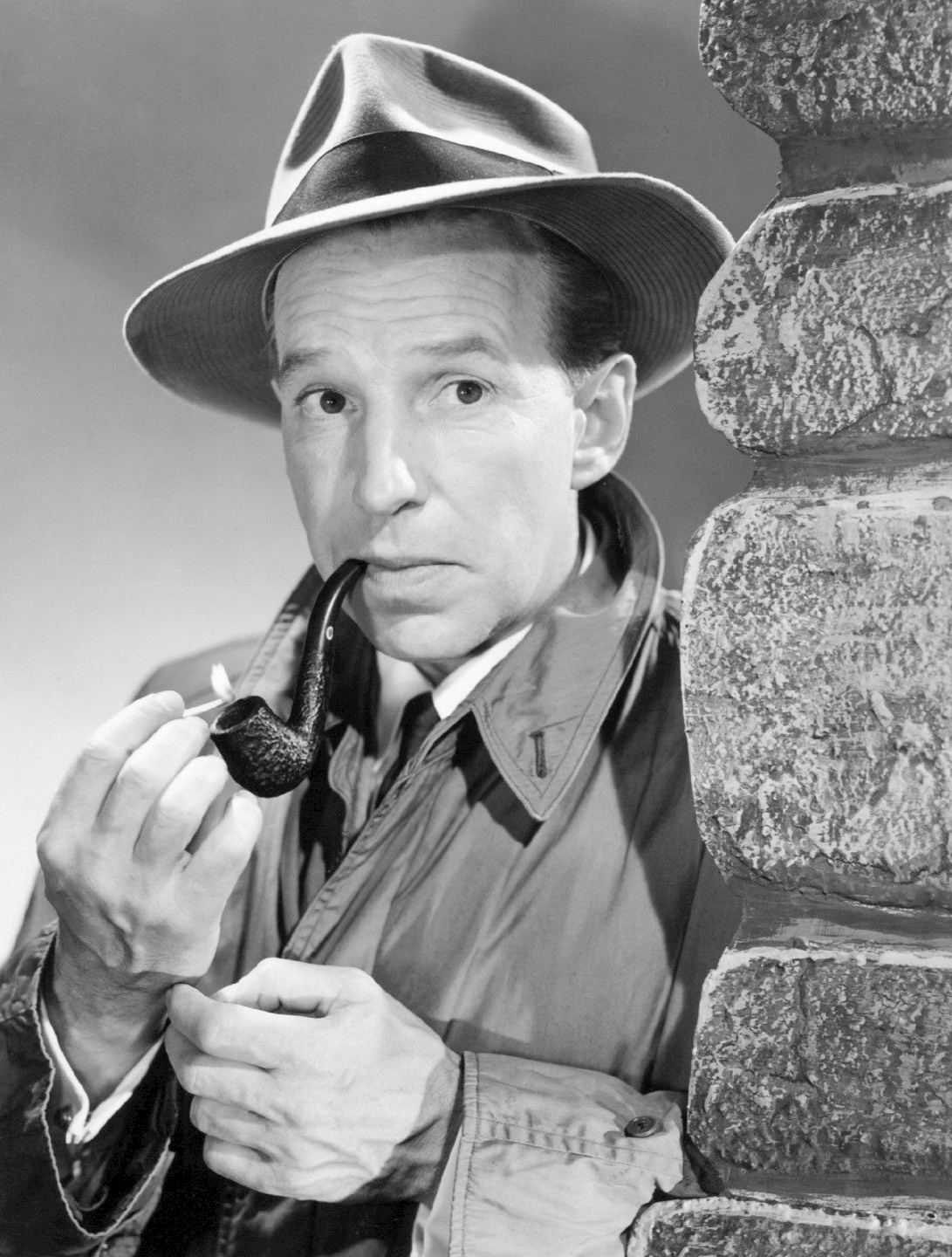
Lloyd Nolan
27 september

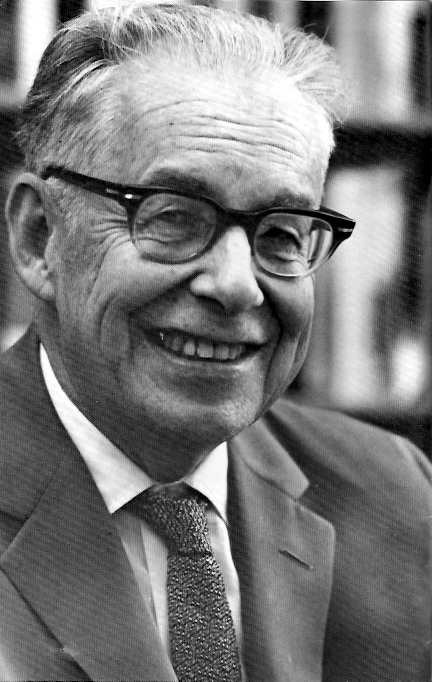
Charles Richter
30 september

| 1 | 2 | 3 | 4 | 5 | 6 | 7 | 8 | 9 | 10 | 11 | 12 | 13 | 14 | 15 | 16 | 17 | 18 | 19 | 20 | 21 | 22 | 23 | 24 | 25 | 26 | 27 | 28 | 29 | 30 |
| - | - | - | - | - | - | - | - | - | -- | -- | -- | -- | -- | -- | -- | -- | -- | -- | -- | -- | -- | -- | -- | -- | -- | -- | -- | -- | -- |

### 1 september
- Stefan Bellof (27), Duits autocoureur
- Muhammad Zafrullah Khan (92), Pakistaans diplomaat

### 2 september
- Abe Lenstra (64), Nederlands voetballer

### 3 september
- Jo Jones (73), Amerikaans jazzdrummer
- Johnny Marks (75), Amerikaans liedjesschrijver

### 6 september
- Franco Ferrara (74), Italiaans dirigent
- Little Brother Montgomery (79), Amerikaans pianist en zanger
- Léon Orthel (79), Nederlands componist
- Gijsbert Tersteeg (80), Nederlands acteur

### 7 september
- Jean-Florian Collin (81), Belgisch architect
- György Pólya (97), Hongaars-Amerikaans wiskundige
- Rodney Porter (67), Brits biochemicus
- Finn Seemann (40), Noors voetballer
- Jacoba van Velde (82), Nederlands schrijfster

### 8 september
- John Franklin Enders (88), Amerikaans medisch wetenschapper en Nobelprijswinnaar
- Ana Mendieta (36), Cubaans-Amerikaans kunstenares

### 9 september
- Neil Davis (51), Australisch journalist
- Johannes Jacobus van Erp (58), Nederlands burgemeester
- Paul Flory (75), Amerikaans chemicus
- Luis Padilla Nervo (91), Mexicaans politicus
- Antonino Votto (88), Italiaans dirigent

### 10 september
- Alexa Kenin (23), Amerikaans actrice
- Jock Stein (62), Schots voetbaltrainer

### 11 september
- William Alwyn (79), Brits componist

### 13 september
- Hugo Spadafora (45), Panamees politicus
- Eric Walter White (80), Brits componist en schrijver

### 14 september
- Julian Beck (60), Amerikaanse acteur, regisseur, dichter en kunstschilder

### 15 september
- Cootie Williams (75), Amerikaans jazztrompettist

### 17 september
- Fred Polak (78), Nederlands politicus en ambtenaar

### 19 september
- Giusep Maria Sialm (51), Zwitsers componist
- Italo Calvino (62), Italiaans schrijver

### 20 september
- Hendrik Jacob Keuning (81), Nederlands sociaal-geograaf
- Ernest Nagel (83), Amerikaans filosoof

### 22 september
- Kees van Bohemen (56), Nederlands kunstschilder
- Karel Hendrik Gaarlandt (76), Nederlands bestuurder
- Dirk Opperman (70), Zuid-Afrikaans dichter
- Peter Rusman (32), Nederlands atleet
- Axel Springer (73), Duits uitgever

### 24 september
- Cor Kools (78), Nederlands voetballer
- Antonio Poma (75), Italiaans kardinaal

### 27 september
- Dirk Cornelis Geijskes (78), Nederlands entomoloog en etnoloog
- Jaap van Julsingha (58), Nederlands burgemeester
- Lloyd Nolan (83), Amerikaans acteur

### 28 september
- Gerrit Dessing (75), Nederlands militair
- André Kertész (91), Hongaars-Amerikaans fotograaf
- Lobsang Samten (52), Tibetaans geestelijke en politicus

### 30 september
- Herbert Bayer (85), Oostenrijks typograaf
- Floyd Crosby (85), Amerikaans cinematograaf
- Charles Richter (84), Amerikaans seismoloog
- Rodrigo Alfredo de Santiago (78), Spaans componist
- Simone Signoret (64), Frans actrice

## Oktober

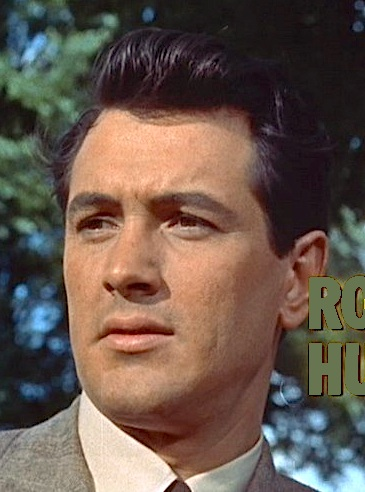
Rock Hudson
2 oktober

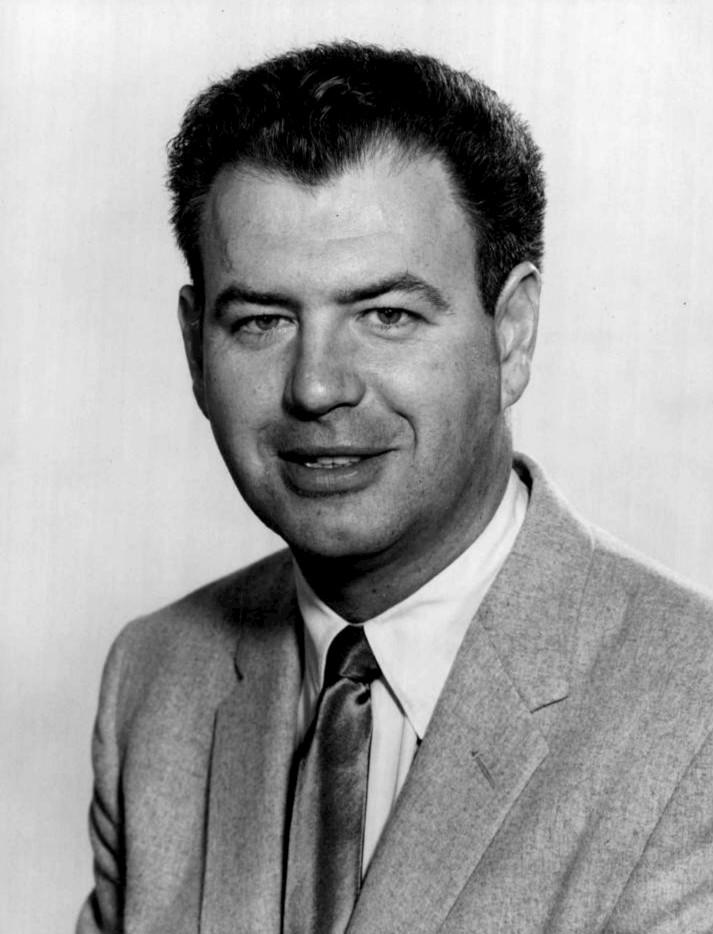
Nelson Riddle
6 oktober

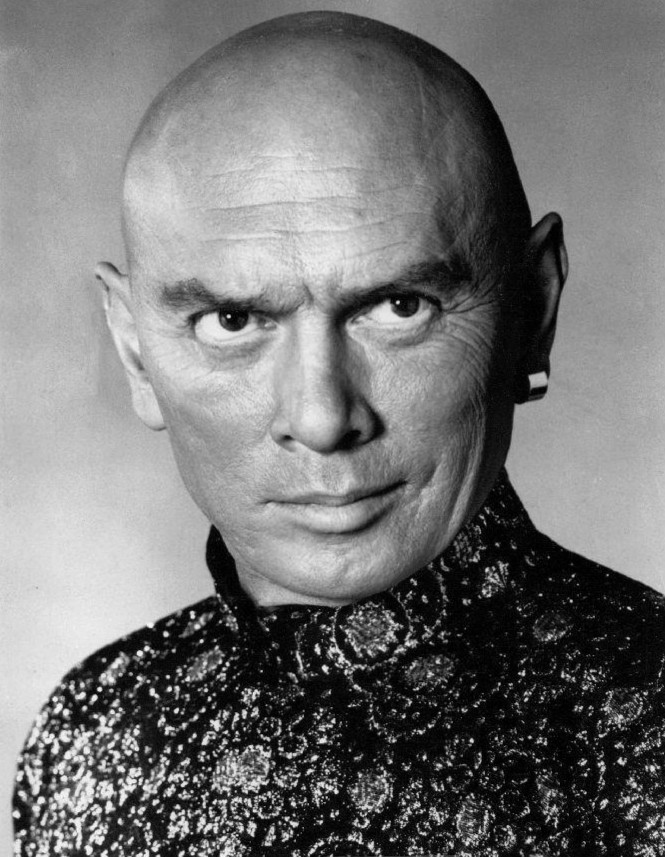
Yul Brynner
10 oktober

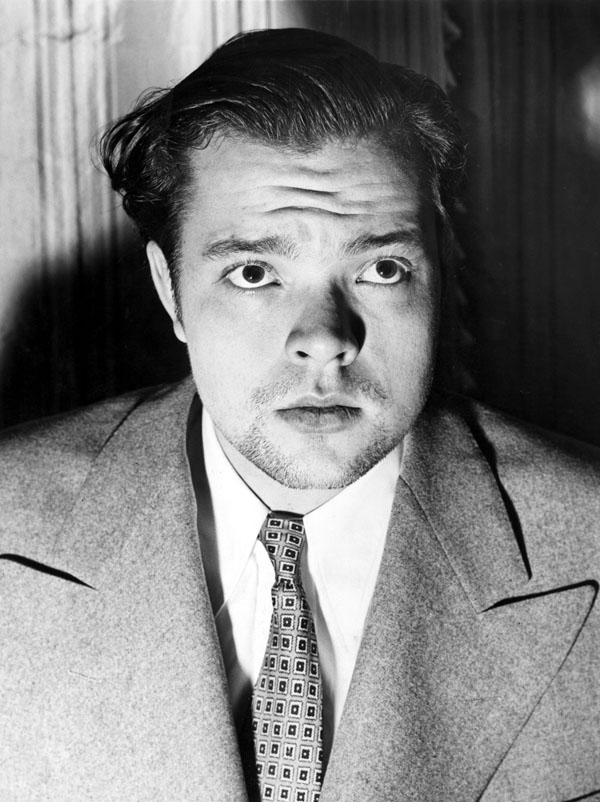
Orson Welles
10 oktober

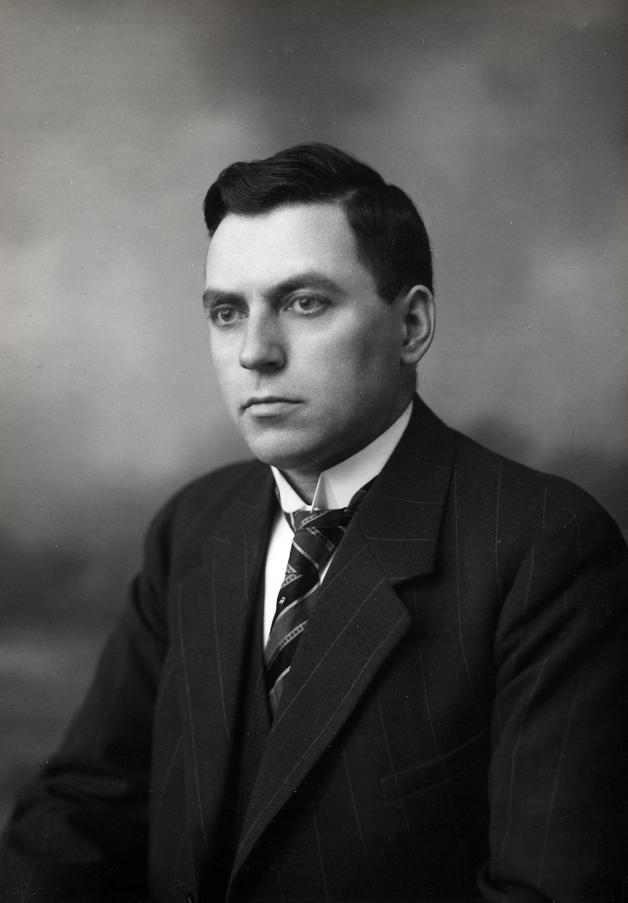
Jetze Tjalma
18 oktober

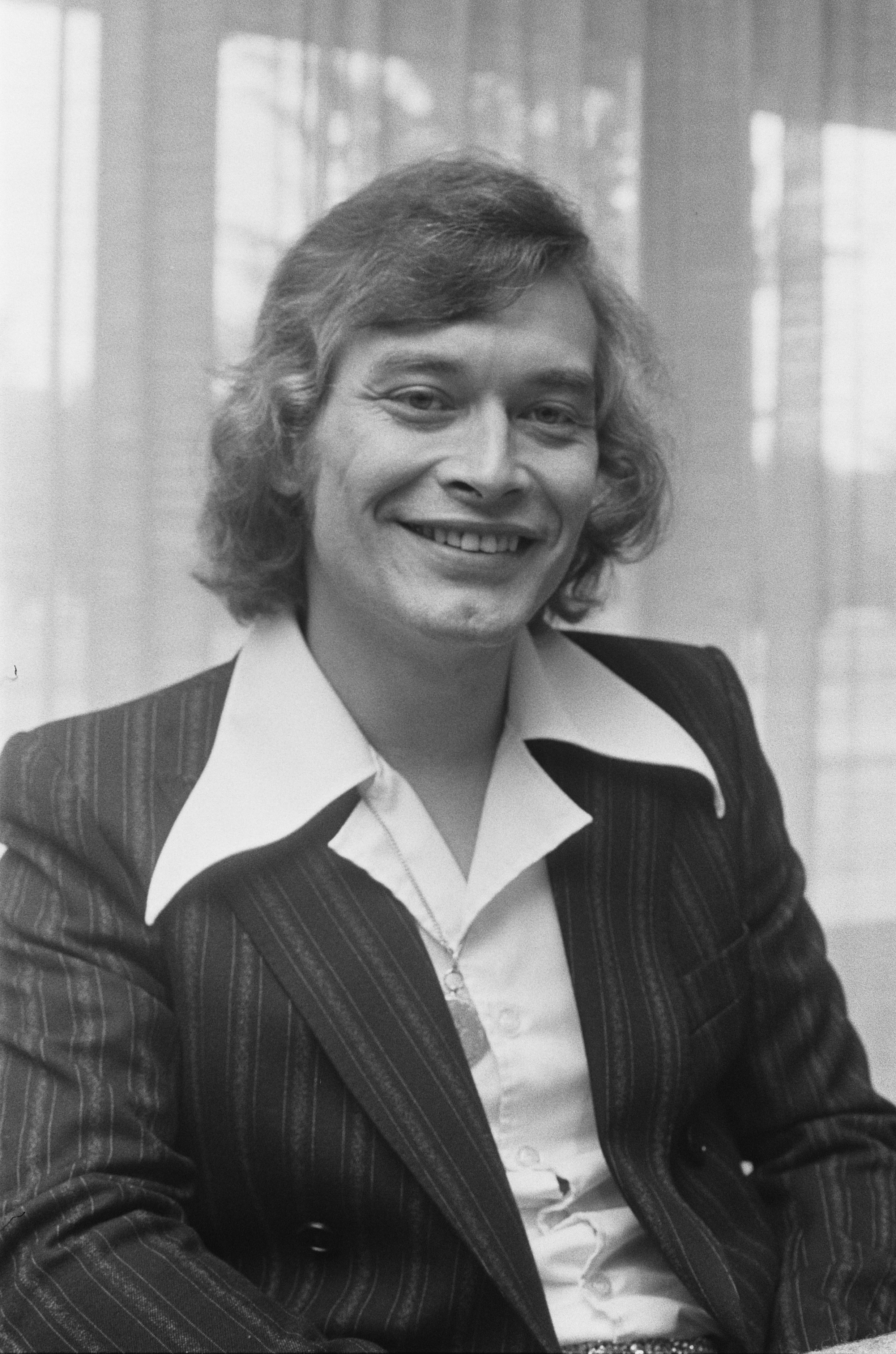
Aage Meinesz
31 oktober

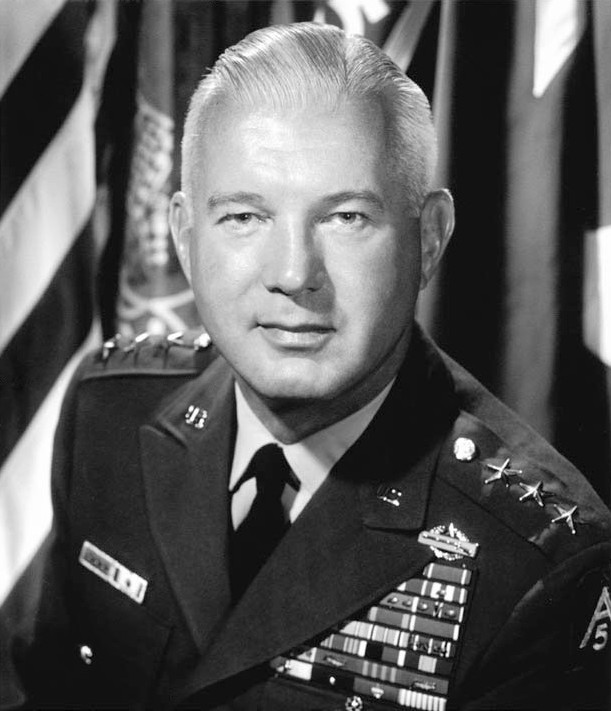
John Michaelis
31 oktober

| 1 | 2 | 3 | 4 | 5 | 6 | 7 | 8 | 9 | 10 | 11 | 12 | 13 | 14 | 15 | 16 | 17 | 18 | 19 | 20 | 21 | 22 | 23 | 24 | 25 | 26 | 27 | 28 | 29 | 30 | 31 |
| - | - | - | - | - | - | - | - | - | -- | -- | -- | -- | -- | -- | -- | -- | -- | -- | -- | -- | -- | -- | -- | -- | -- | -- | -- | -- | -- | -- |

### 1 oktober
- Ninian Sanderson (60), Schots autocoureur
- Emil Vogel (91), Duits generaal
- E.B. White (86), Amerikaans schrijver

### 2 oktober
- Rock Hudson (59), Amerikaans acteur

### 4 oktober
- Eudoxia van Bulgarije (87), lid Bulgaars vorstenhuis
- Fanny Winkeler (73), Belgisch actrice

### 5 oktober
- Harald Cramér (92), Zweeds wiskundige
- Karl Menger (83), Oostenrijks-Amerikaans wiskundige
- Gideon Walrave Boissevain (88), Nederlands diplomaat

### 6 oktober
- Nelson Riddle (64), Amerikaans bandleider

### 8 oktober
- Leon Klinghoffer (69), Amerikaans terreurslachtoffer
- August Mortelmans (81), Belgisch wielrenner

### 9 oktober
- Ludo Coeck (30), Belgisch voetballer
- Karel De Baere (60), Belgisch wielrenner
- Emílio Garrastazu Médici (79), president van Brazilië
- Serge Jaroff (89), Russisch dirigent en componist

### 10 oktober
- Yul Brynner (70), Amerikaans acteur
- Orson Welles (70), Amerikaans acteur en regisseur

### 11 oktober
- Tex Williams (68), Amerikaans countryzanger

### 12 oktober
- Duke Dinsmore (72), Amerikaans autocoureur

### 13 oktober
- Tage Danielsson (57), Zweedse schrijver en regisseur
- Herbert Nebe (86), Duits wielrenner

### 14 oktober
- Emil Gilels (68), Sovjet-Russisch pianist

### 18 oktober
- Stefan Askenase (89), Pools-Belgisch pianist
- Jetze Tjalma (92), Nederlands politicus
- Willem Cornelis Waling (63), Nederlands burgemeester

### 19 oktober
- Jean Mineur (83), Frans reclamemaker

### 21 oktober
- Sierd Geertsma (89), Nederlands kunstenaar
- Dan White (39), Amerikaans misdadiger

### 22 oktober
- Norbert Poehlke (34), Duits crimineel

### 23 oktober
- Godefried De Vocht (77), Belgisch wielrenner

### 24 oktober
- Maurice Roy (80), Canadees kardinaal
- Hermann Teuber (91), Duits kunstenaar

### 25 oktober
- Huub Baarsgarst (76), Nederlands bokser
- Charles Kemper (72), Nederlands kunstschilder
- Hans Kok (23), Nederlands activist
- Ronald Lo Presti (51), Amerikaans componist
- Olier Mordrel (84), Frans politiek activist en collaborateur

### 26 oktober
- Louis Weichardt (91), Zuid-Afrikaans politicus

### 28 oktober
- Piet Meertens (86), Nederlandse letterkundige

### 30 oktober
- Aimé Dossche (83), Belgisch wielrenner

### 31 oktober
- Aage Meinesz (43), Nederlands crimineel
- John Michaelis (73), Amerikaans militair leider

## November

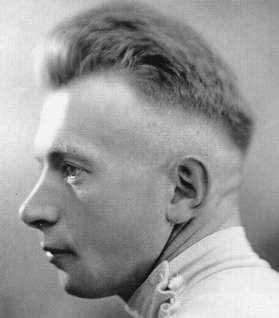
Nicolas Frantz
8 november

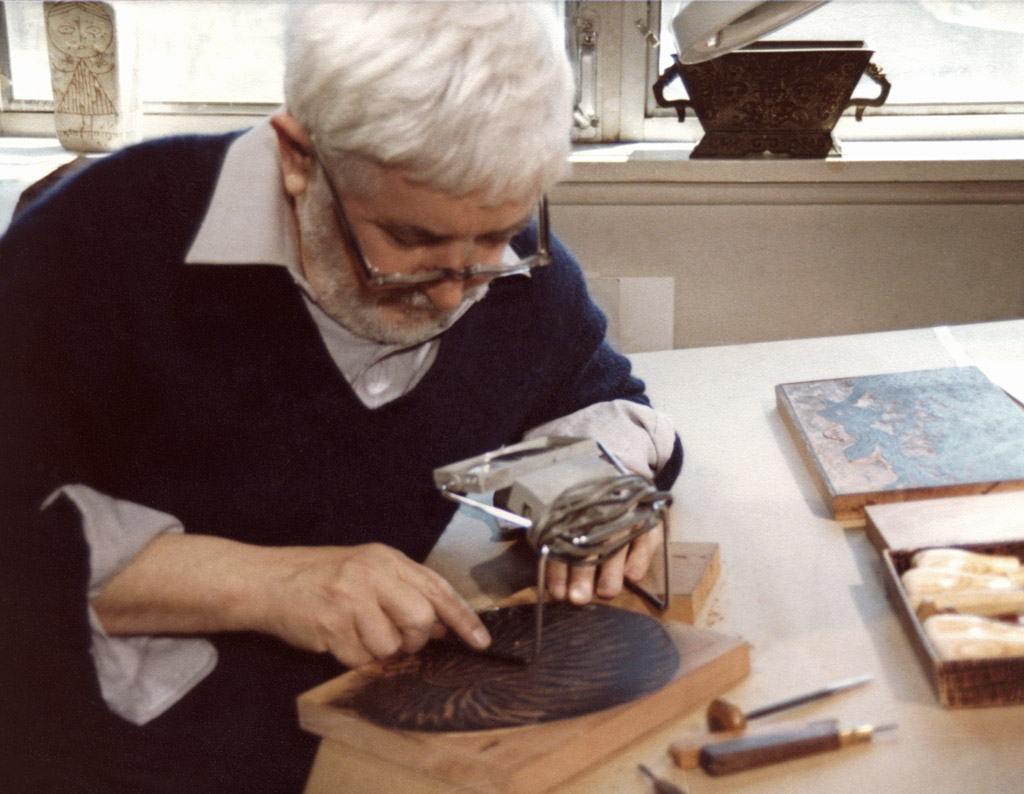
Jacques Hnizdovsky
8 november

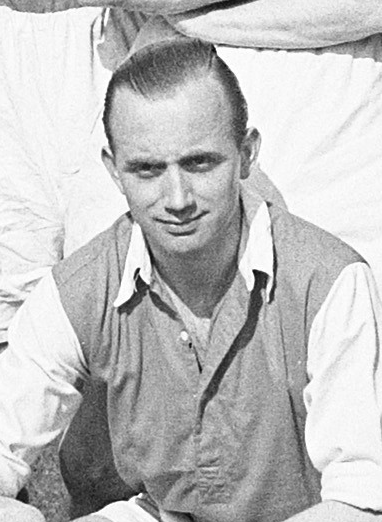
Henk van der Linden
12 november

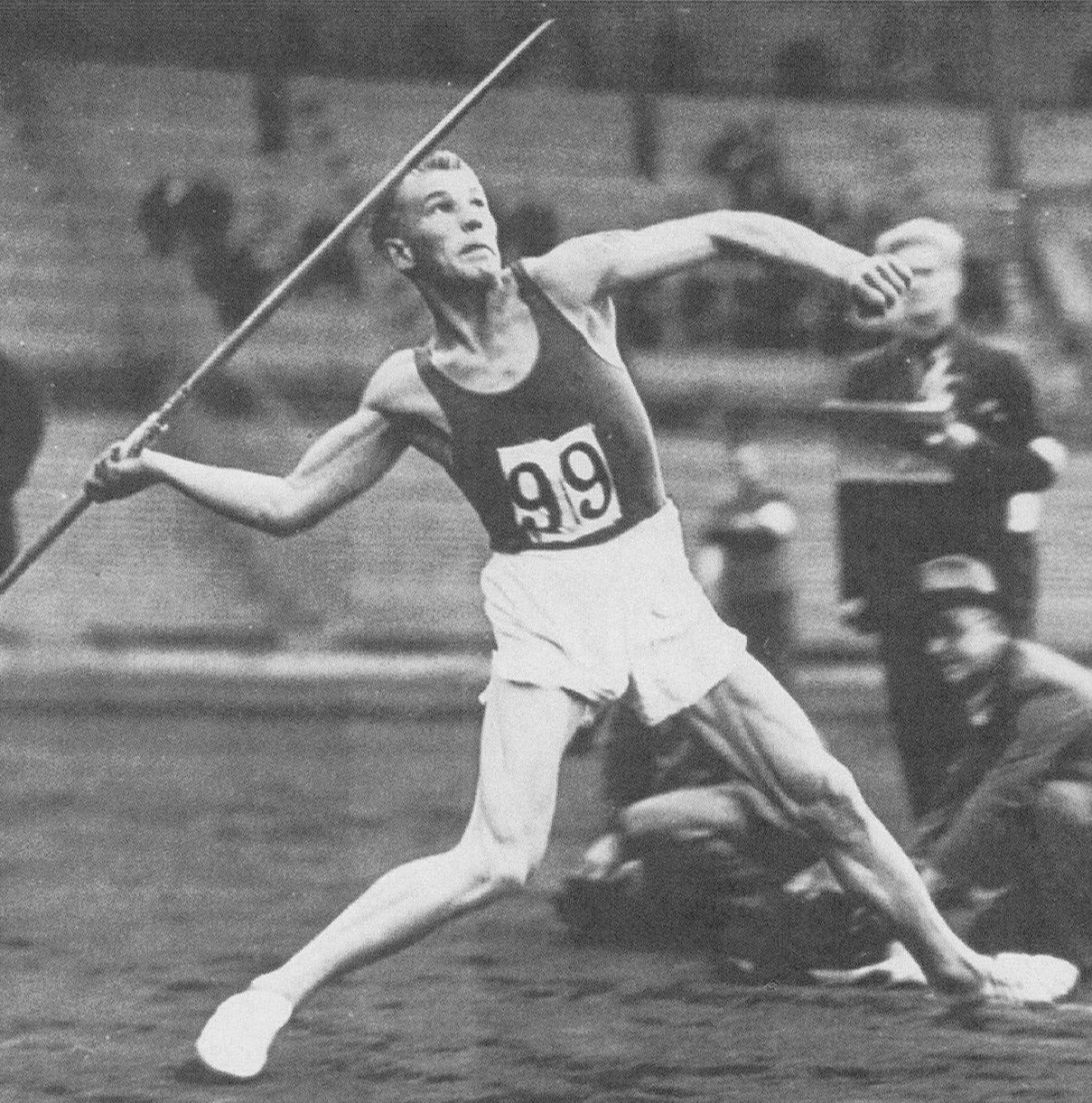
Yrjö Nikkanen
18 november

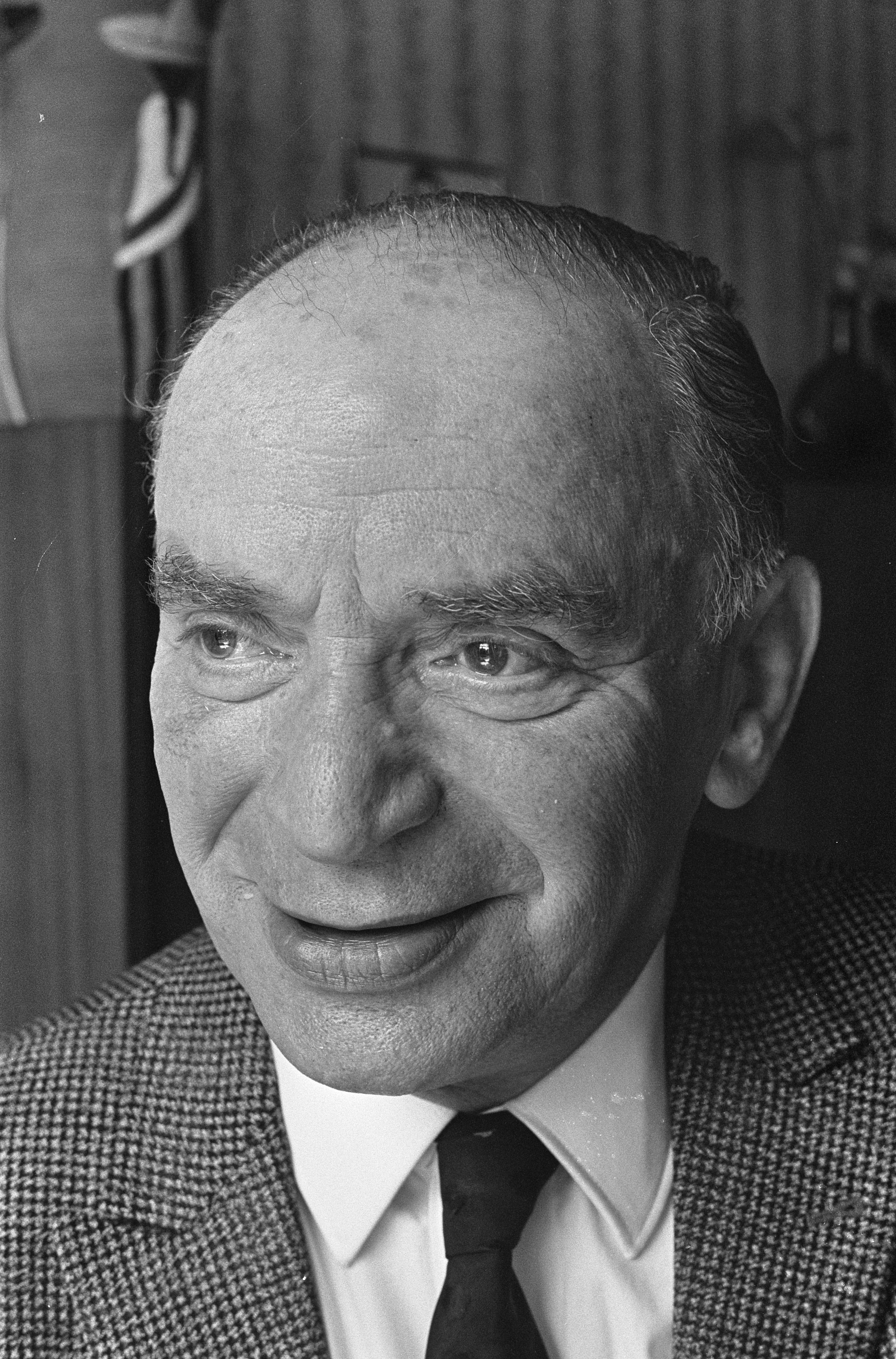
Sylvain Poons
26 november

| 1 | 2 | 3 | 4 | 5 | 6 | 7 | 8 | 9 | 10 | 11 | 12 | 13 | 14 | 15 | 16 | 17 | 18 | 19 | 20 | 21 | 22 | 23 | 24 | 25 | 26 | 27 | 28 | 29 | 30 |
| - | - | - | - | - | - | - | - | - | -- | -- | -- | -- | -- | -- | -- | -- | -- | -- | -- | -- | -- | -- | -- | -- | -- | -- | -- | -- | -- |

### 1 november
- Elieser Berlinger (81), Duits-Nederlands rabbijn

### 3 november
- Eric van der Steen (78), Nederlands schrijver en journalist

### 4 november
- Cus D'Amato (77), Amerikaans boksmanager
- George Sprague Myers (80), Amerikaans bioloog

### 6 november
- Lea Halpern (86), Nederlands beeldend kunstenaar

### 7 november
- Friedrich Traugott Wahlen (86), Zwitsers politicus

### 8 november
- Nicolas Frantz (86), Luxemburgs wielrenner
- Masten Gregory (53), Amerikaans autocoureur
- Jacques Hnizdovsky (70), Oekraïens-Amerikaans kunstenaar
- Frits Reuter (73), Nederlands politicus

### 10 november
- Jo Boer (79), Nederlands bestuurder en publicist
- Wim de Vries (62), Nederlands vliegenier

### 11 november
- Zacharias Anthonisse (79), Nederlands theoloog
- Tonny More (63), Nederlands gitarist

### 12 november
- Ada Kuiper-Struyk (77), Nederlands architect en politica
- Henk van der Linden (66), Nederlands voetballer
- Dicky Wells (78), Amerikaans trombonist

### 14 november
- Ignacio García Téllez (88), Mexicaans politicus en jurist
- Ab Hofstee (66), Nederlands acteur en zanger
- Wellington Koo (98), Chinees-Taiwanees politicus en diplomaat

### 15 november
- Meret Oppenheim (72), Zwitsers kunstenaar

### 16 november
- Georges Guille (76), Frans politicus

### 17 november
- Lon Nol (72), Cambodjaans politicus en militair

### 18 november
- Yrjö Nikkanen (70), Fins atleet

### 20 november
- Henri van Maasdijk (80), Nederlands burgemeester en collaborateur

### 24 november
- René Barjavel (74), Frans schrijver, cineast en journalist
- László Bíró (86), Hongaars journalist en uitvinder
- C. Buddingh' (67), Nederlands dichter en schrijver
- Big Joe Turner (74), Amerikaans blueszanger

### 25 november
- Elsa Morante (73), Italiaans schrijfster

### 26 november
- Jozef Lievens (78), Belgisch burgemeester
- Sylvain Poons (89), Nederlands toneelspeler en zanger
- Pablo Serrano Aguilar (77), Spaans beeldhouwer

### 27 november
- Fernand Braudel (83), Frans historicus
- André Hunebelle (89), Frans filmregisseur

## December

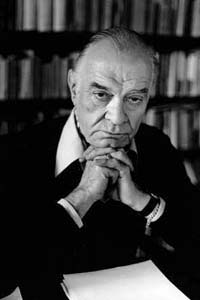
Denis de Rougemont
6 december

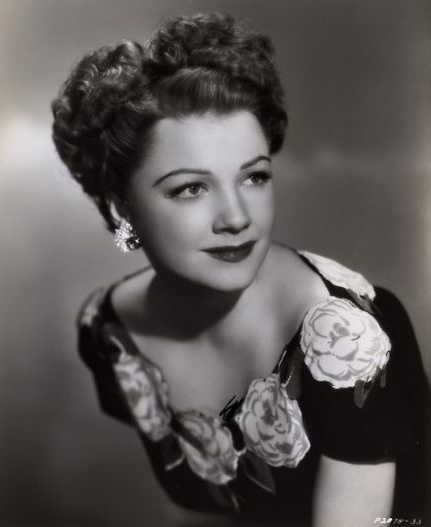
Anne Baxter
12 december

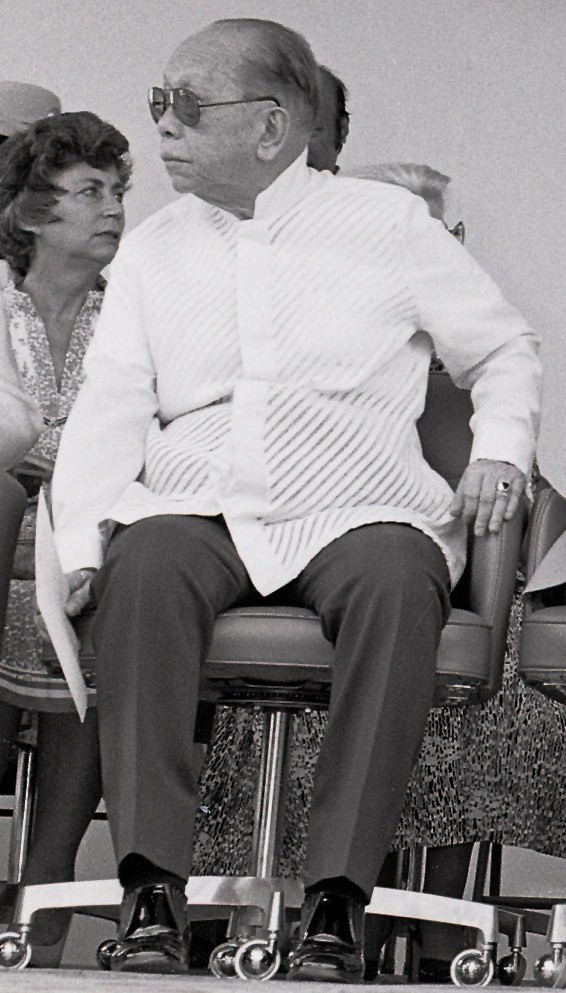
Carlos Romulo
15 december

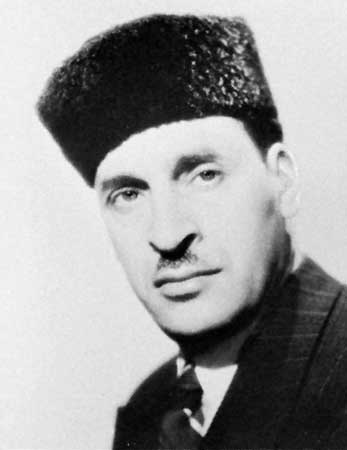
Ferhat Abbas
23 december

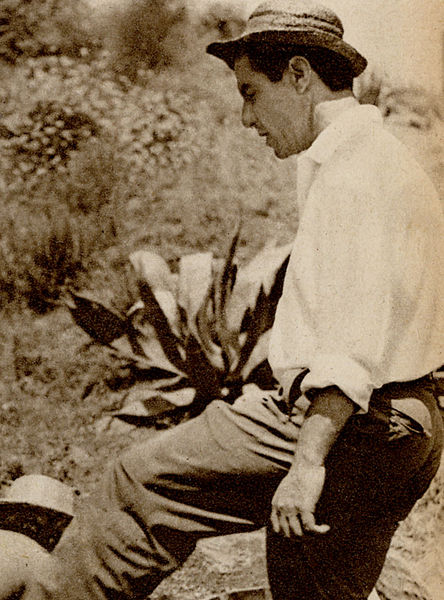
Renato Castellani
28 december

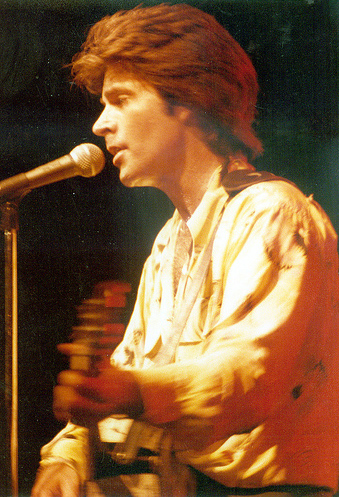
Ricky Nelson
31 december

| 1 | 2 | 3 | 4 | 5 | 6 | 7 | 8 | 9 | 10 | 11 | 12 | 13 | 14 | 15 | 16 | 17 | 18 | 19 | 20 | 21 | 22 | 23 | 24 | 25 | 26 | 27 | 28 | 29 | 30 | 31 |
| - | - | - | - | - | - | - | - | - | -- | -- | -- | -- | -- | -- | -- | -- | -- | -- | -- | -- | -- | -- | -- | -- | -- | -- | -- | -- | -- | -- |

### 1 december
- Margot Vos (94), Nederlands dichteres

### 2 december
- Philip Larkin (63), Brits schrijver en dichter
- Ype Poortinga (75), Nederlands Friestalig schrijver

### 3 december
- Jan Brandt Corstius (76), Nederlands literatuuronderzoeker en humanist

### 4 december
- Marcel Boereboom (83), Belgisch musicoloog

### 6 december
- Denis de Rougemont (79), Zwitsers filosoof

### 7 december
- Robert Graves (90), Brits dichter en schrijver

### 8 december
- Ermenegildo Florit (84), Italiaans kardinaal
- Jean Adriën Houtkoper (70), Nederlands burgemeester

### 9 december
- François Morren (86), Belgisch atleet
- Bror With (85), Noors uitvinder en verzetsstrijder

### 11 december
- Johan Zwanikken (77), Nederlands politicus

### 12 december
- Anne Baxter (62), Amerikaans actrice
- Phil Karlson (77), Amerikaans filmregisseur
- Ian Stewart (47), Brits pianist
- Wolfgang Wijdeveld (75), Nederlands pianist en componist

### 15 december
- Carlos Romulo (86), Filipijns diplomaat en politicus

### 19 december
- Arend Baumann (82), Duits militair
- Rik Clerckx (49), Belgisch atleet

### 21 december
- Georg Trump (89), Duits kunstenaar
- Francis Turner (81), Nieuw-Zeelands geoloog

### 22 december
- Johan Walhain (60), Nederlands acteur

### 23 december
- Ferhat Abbas (86), president van Algerije
- Birabongse Bhanubandh (71), Thais autocoureur

### 24 december
- Lucien Radoux (64), Belgisch politicus
- Camille Tourville (58), Canadees professioneel worstelaar
- Demetrio Vallejo (75), Mexicaans vakbondsleider
- Nelly Wagenaar (87), Nederlands pianiste

### 25 december
- Ferdinand Adams (82), Belgisch voetballer en voetbalcoach

### 26 december
- Dian Fossey (53), Amerikaans etholoog
- Armand Moock (66), Belgisch politicus

### 27 december
- Jean Rondeau (39), Frans autocoureur
- Harold Whitlock (82), Brits atleet

### 28 december
- Renato Castellani (72), Italiaans filmregisseur
- Benny Morton (78), Amerikaans trombonist
- Hilarion Rubio y Francesco (83), Filipijns componist

### 29 december
- Anna Dekking-van Haeften (82), Nederlands beeldhouwer en tekenaar

### 30 december
- Maurice Dequeecker (80), Belgisch politicus
- Ansco Dokkum (81), Nederlands roeier en zeiler
- Jo van Ham (93), Nederlands letterkundige

### 31 december
- Ricky Nelson (45), Amerikaans zanger

## Datum onbekend
- Guy Bassleer (53), Belgisch politicus (overleden in januari)
- Pedro Grané (87), Braziliaans voetballer
- Francis Howard McKay (84), Amerikaans componist (overleden in september)
- Jaap Kolkman (72/73) Nederlands schrijver

1900 ·
1901 ·
1902 ·
1903 ·
1904 ·
1905 ·
1906 ·
1907 ·
1908 ·
1909 ·
1910 ·
1911 ·
1912 ·
1913 ·
1914 ·
1915 ·
1916 ·
1917 ·
1918 ·
1919 ·
1920 ·
1921 ·
1922 ·
1923 ·
1924 ·
1925 ·
1926 ·
1927 ·
1928 ·
1929 ·
1930 ·
1931 ·
1932 ·
1933 ·
1934 ·
1935 ·
1936 ·
1937 ·
1938 ·
1939 ·
1940 ·
1941 ·
1942 ·
1943 ·
1944 ·
1945 ·
1946 ·
1947 ·
1948 ·
1949 ·
1950 ·
1951 ·
1952 ·
1953 ·
1954 ·
1955 ·
1956 ·
1957 ·
1958 ·
1959 ·
1960 ·
1961 ·
1962 ·
1963 ·
1964 ·
1965 ·
1966 ·
1967 ·
1968 ·
1969 ·
1970 ·
1971 ·
1972 ·
1973 ·
1974 ·
1975 ·
1976 ·
1977 ·
1978 ·
1979 ·
1980 ·
1981 ·
1982 ·
1983 ·
1984 ·
1985 ·
1986 ·
1987 ·
1988 ·
1989 ·
1990 ·
1991 ·
1992 ·
1993 ·
1994 ·
1995 ·
1996 ·
1997 ·
1998 ·
1999 ·
2000 ·
2001 ·
2002 ·
2003 ·
2004 ·
2005 ·
2006 ·
2007 ·
2008 ·
2009 ·
2010 ·
2011 ·
2012 ·
2013 ·
2014 ·
2015 ·
2016 ·
2017 ·
2018 ·
2019 ·
2020 ·
2021 ·
2022 ·
2023 ·
2024 ·
2025